# Topless
El topless fa referència a l'estat en què els pits d'una dona, incloses les arèoles i els mugrons, estan exposats, especialment en un lloc públic o en un mitjà visual.
Els pits exposats eren i són normals en moltes societats indígenes. Tanmateix, els països occidentals tenen normes socials al voltant de la pudor i de la modèstia femenina, sovint imposades per estatuts legals, que obliguen a les dones a cobrir-se els pits en públic. En moltes jurisdiccions, les dones que exposen els seus pits poden ser processades per exposició indecent, tot i que la lactància materna pública sovint està exempta de les lleis públiques sobre indecència.
Les normes socials al voltant del topless varien segons el context i la ubicació. Al llarg de la història, els pits de les dones han aparegut en els mitjans artístics i visuals, des de la pintura i l'escultura fins al cinema i la fotografia, i aquestes representacions es defensen generalment per mèrits artístics. El topless també es pot considerar acceptable per motius educatius, mèdics o polítics. A moltes platges i destinacions turístiques, especialment a Europa i Austràlia, les dones tenen permís formal o informal per prendre el sol en topless. Tanmateix, les societats tendeixen a veure l'exposició dels pits de manera desfavorable i la sotmeten a regulacions o prohibicions estrictes, si es percep que la seva intenció és l'excitació sexual.

## Ús i connotacions
La paraula «topless» sol referir-se a una dona que està nua per sobre de la cintura o els malucs o, almenys, els pits de la qual estan exposats a la vista pública, incloent-hi específicament les arèoles i els mugrons. Pot descriure una dona que apareix, posa o actua amb almenys els pits al descobert, com ara una «model en topless» o una «ballarina en topless», o a una activitat realitzada sense portar una samarreta, com ara «prendre el sol en topless».
Es sol indicar els llocs designats on es podria esperar trobar dones que no es cobreixen els pits, com ara una «platja topless» o «bar topless». També es pot utilitzar per descriure una peça que està dissenyada específicament per ensenyar els pits, com el «vestit de bany topless» (també conegut com el monokini, dissenyat per Rudi Gernreich a la dècada del 1960).

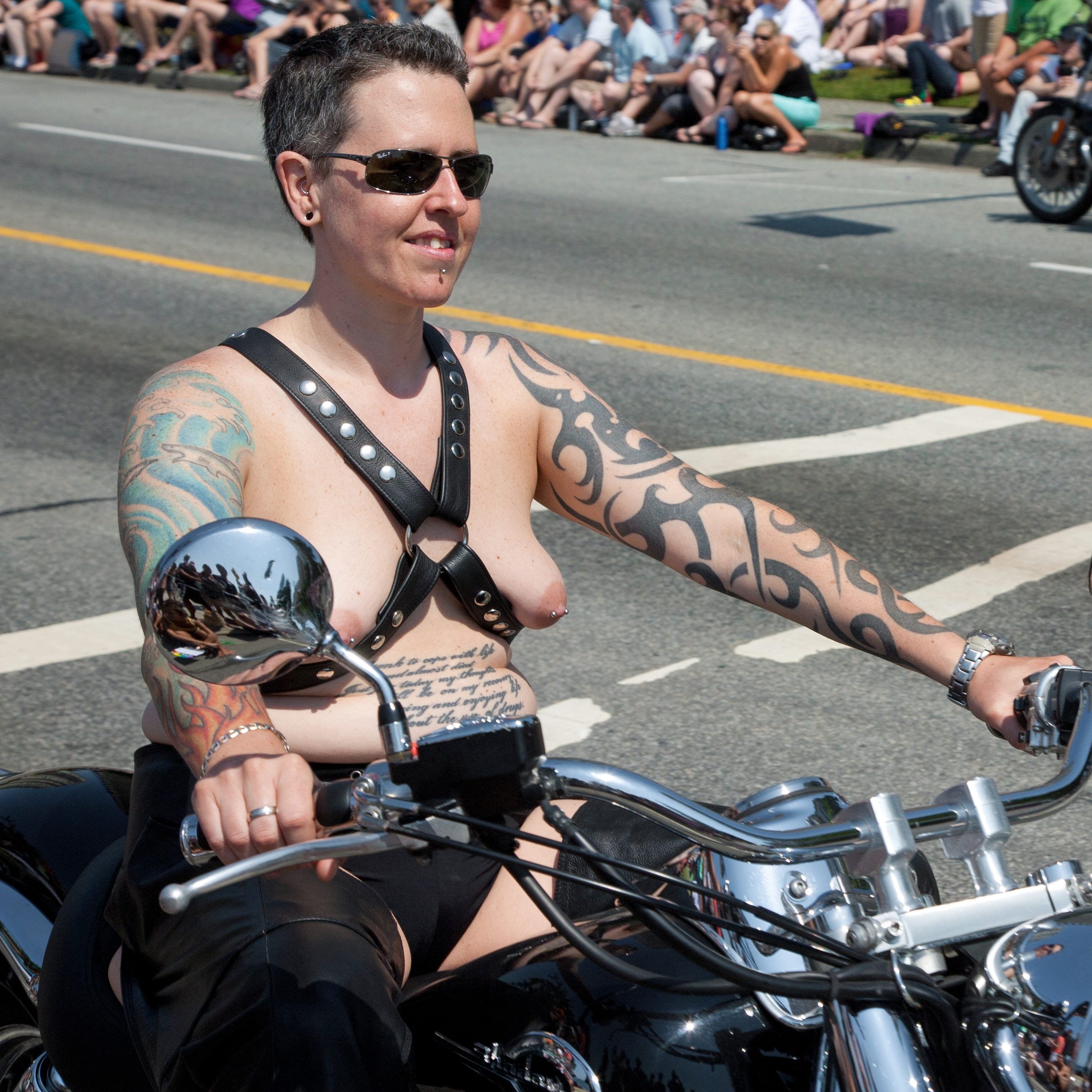
Dona en topless en la Festa de l'Orgull gai de Vancouver, 2009
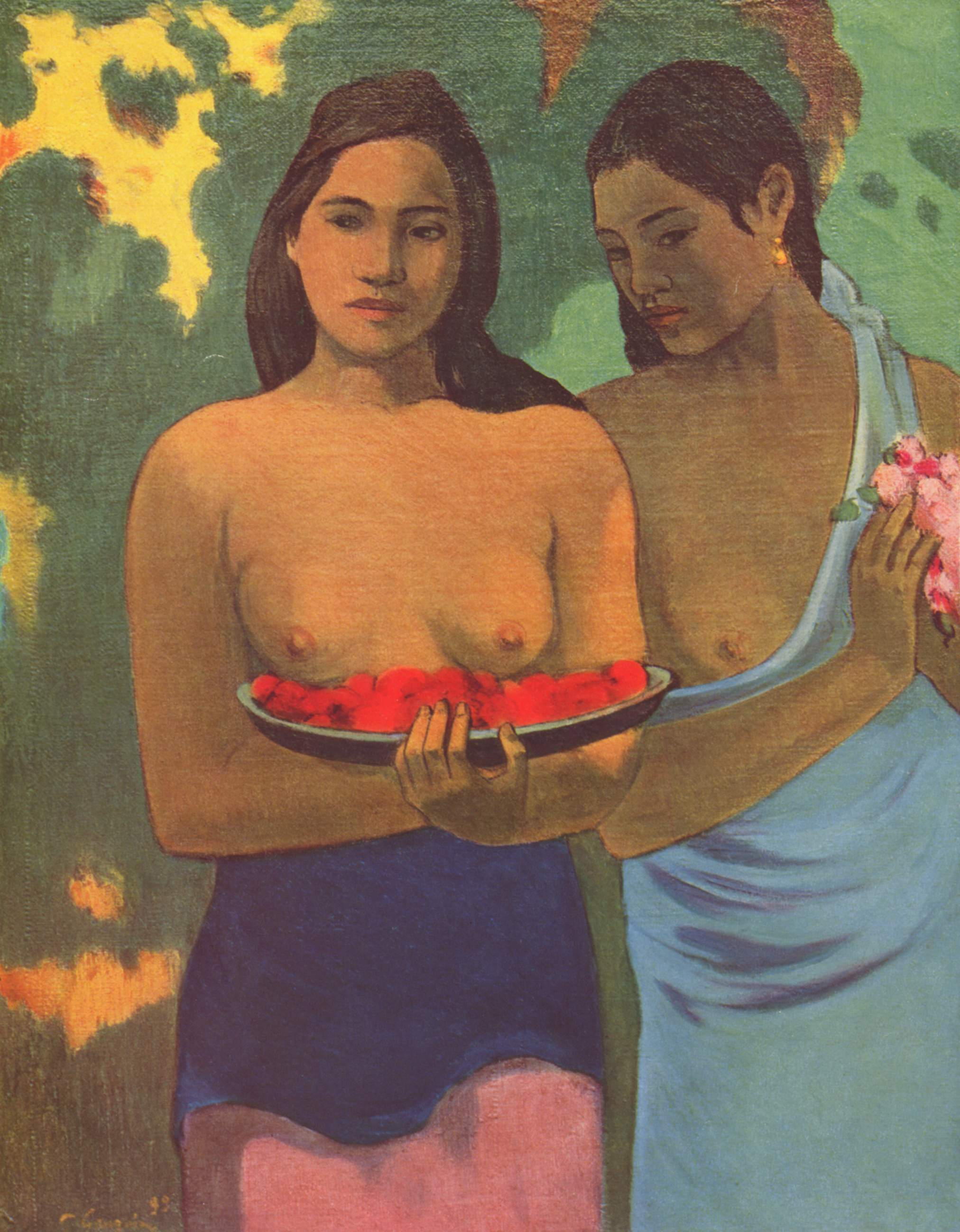
Dues dones tahitianes. Paul Gauguin, 1899
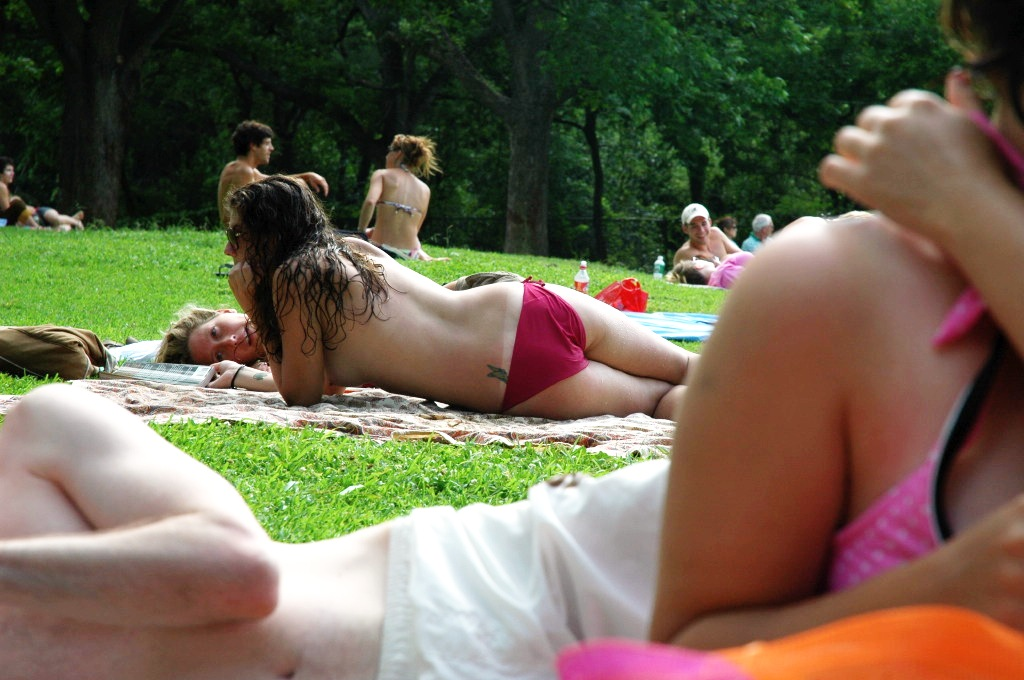
Dona en toples en un parc de Barton Creek (Texas, USA), maig de 2005

La paraula «topless» pot tenir connotacions sexuals o exhibicionistes. Per això, els defensors del dret legal de les dones a ensenyar els seus pits allà on els homes poden anar amb el pit nu han adoptat el terme alternatiu de «topfree», que no es percep que tingui aquestes connotacions.

### Tors nu masculí
L'equivalent masculí és el pit descobert (en anglès barechestedness), també anomenat comunament sense camiseta (en anglès shirtlessness). El tors nu masculí és l'estat d'un home o nen que no porta roba per sobre de la cintura, deixant al descobert la part superior del tors. Els torsos masculins nus generalment es consideren acceptables dins o al voltant de la llar; a platges, piscines i zones per prendre el sol; quan es fa exercici a l'aire lliure; quan fa calor; i en determinats entorns de treball de construcció a l'aire lliure. No obstant això, algunes botigues i restaurants tenen una regla de «sense camiseta, no hi ha servei» per evitar que entrin homes amb el pit nu. Tot i que pot ser acceptable anar amb el pit nu a les activitats a l'aire lliure, és tabú als llocs de treball d'oficines, esglésies i altres entorns formals.

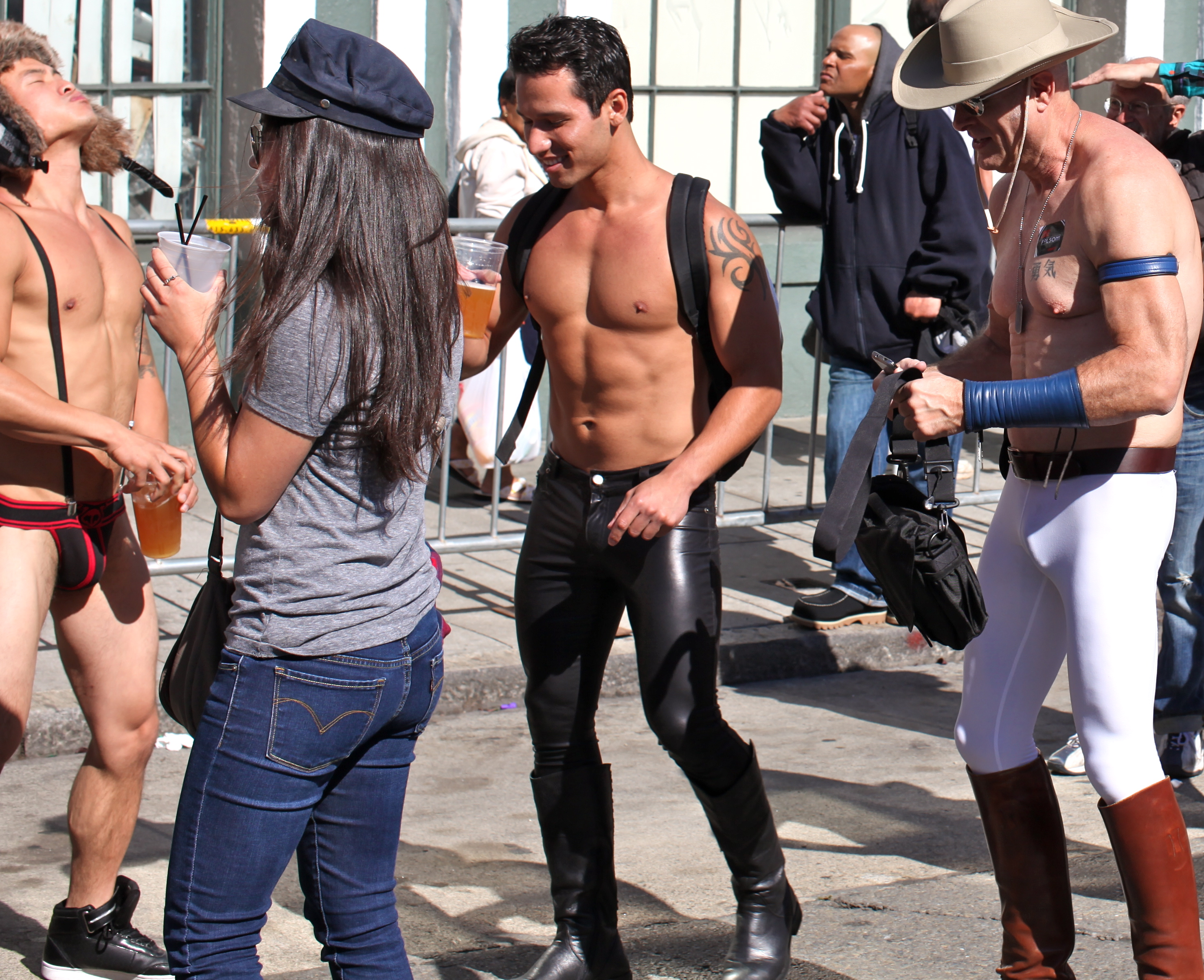
Fira del carrer Folsom, San Francisco, 2012
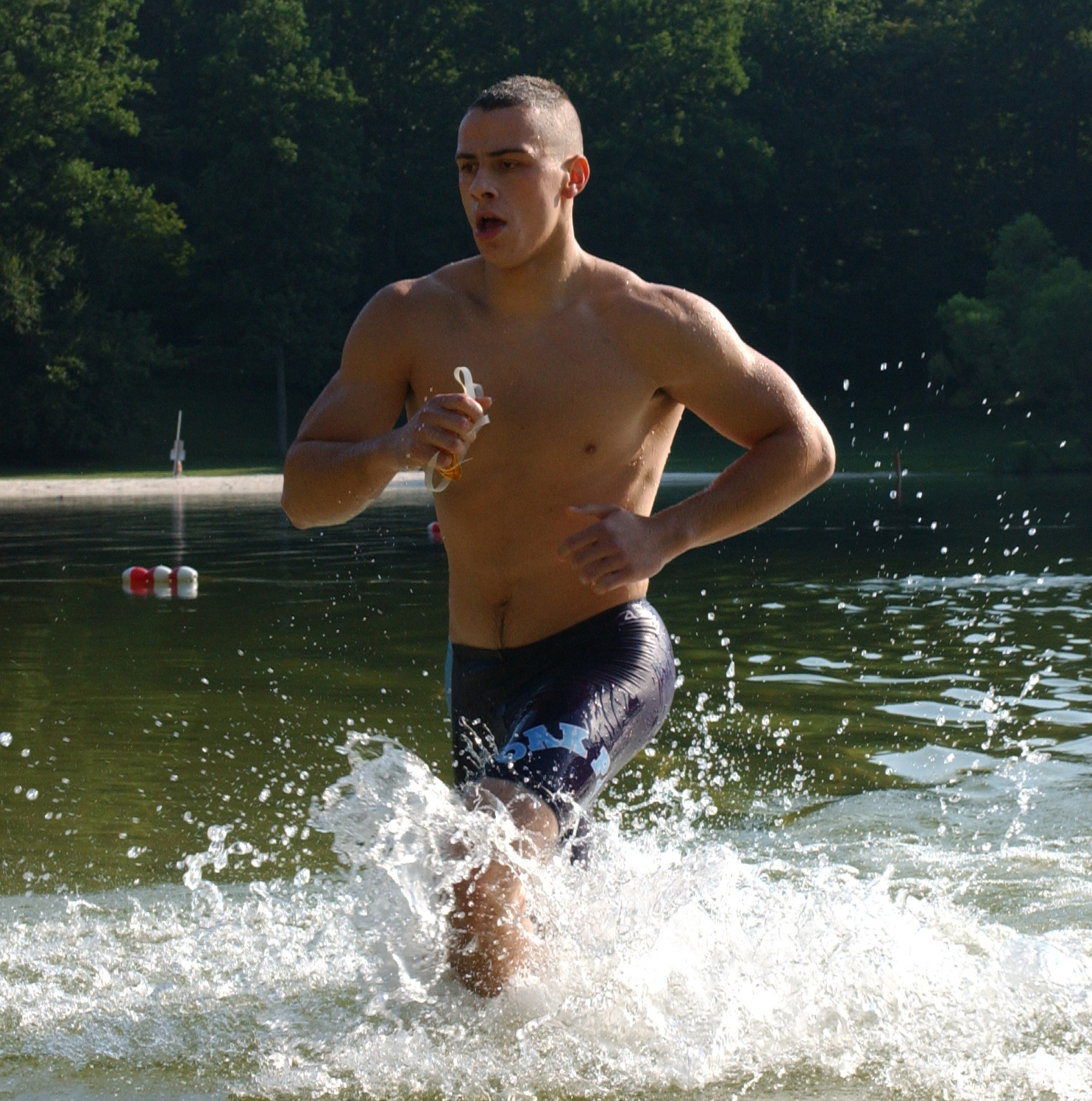
Un home amb el tors nu corrent en un riu
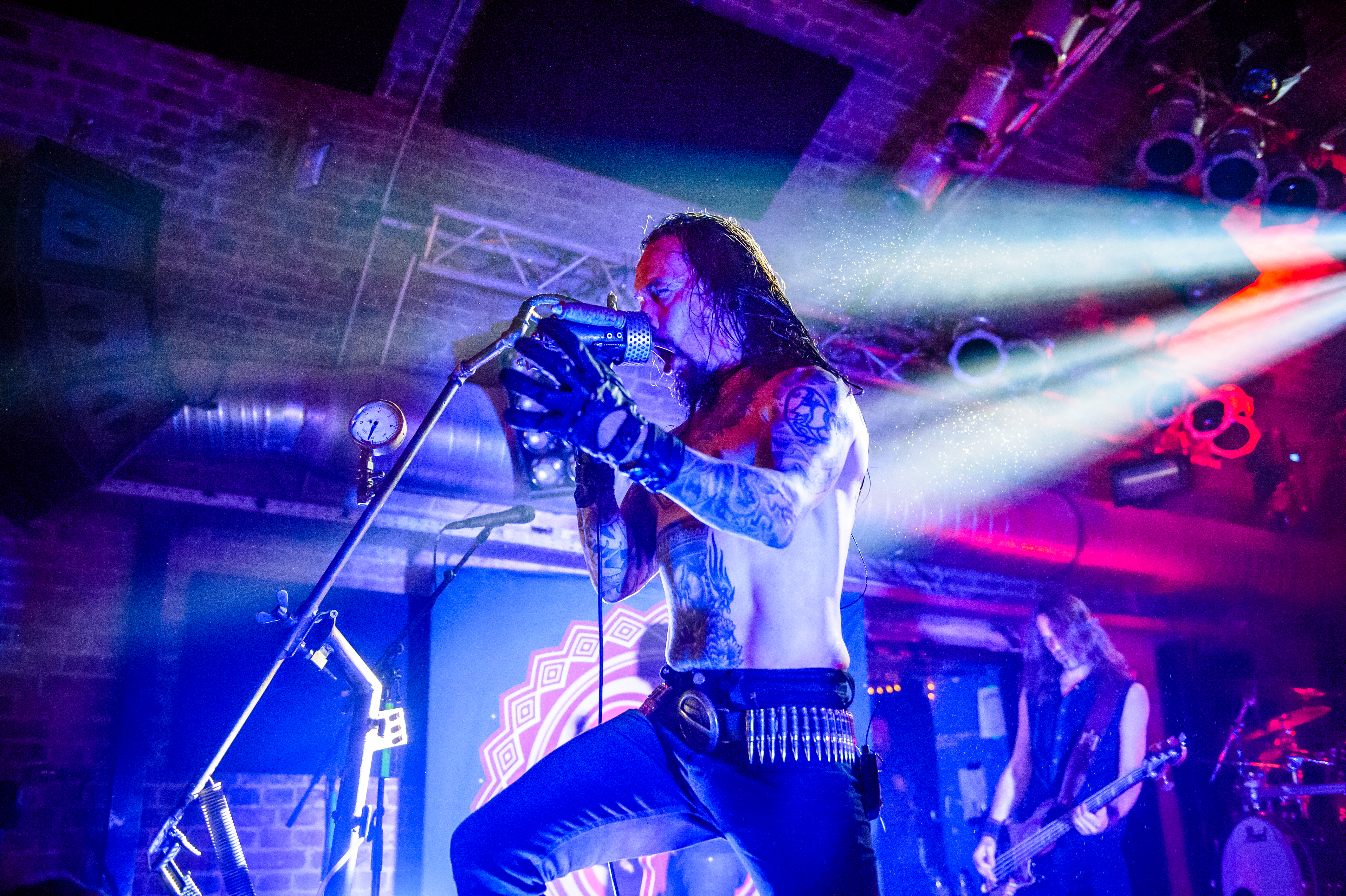
Amorphis - Under the Red Cloud; Matrix Bochum

En la majoria de les societats, el tors nu masculí és molt més comú que el topless femení, fins i tot entre els nens. Sovint es considera que l'exposició dels músculs pectorals masculins és molt menys tabú que la dels pits femenins, tot i que alguns els consideren igualment erògens. Sovint s'atribueix el tors nu masculí a raons pràctiques com la calor o la capacitat de moure el cos sense estar restringit per una peça superior del cos. En diversos esports s'aconsella o fins i tot és obligatori anar amb el pit descobert.
El pit nu masculí també es pot utilitzar com a mostra de poder, o per cridar l'atenció sobre un mateix, sobretot si els músculs de la part superior del cos estan ben desenvolupats.

## Societats tradicionals
Les actituds cap al topless han variat considerablement segons les cultures i al llarg del temps. La manca de roba per sobre de la cintura tant per a dones com per a homes va ser la norma a les cultures tradicionals d'Amèrica del Nord, Àfrica, Austràlia i les illes del Pacífic fins a l'arribada dels missioners cristians, i continua sent la norma en moltes cultures indígenes avui en dia.

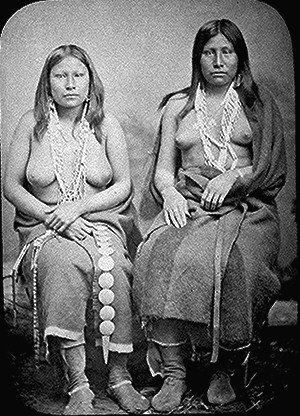
Dues nadiües americans wichita amb roba d'estiu, 1870
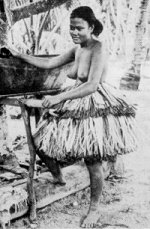
Retrat d'una dona a Tuvalu, 1894
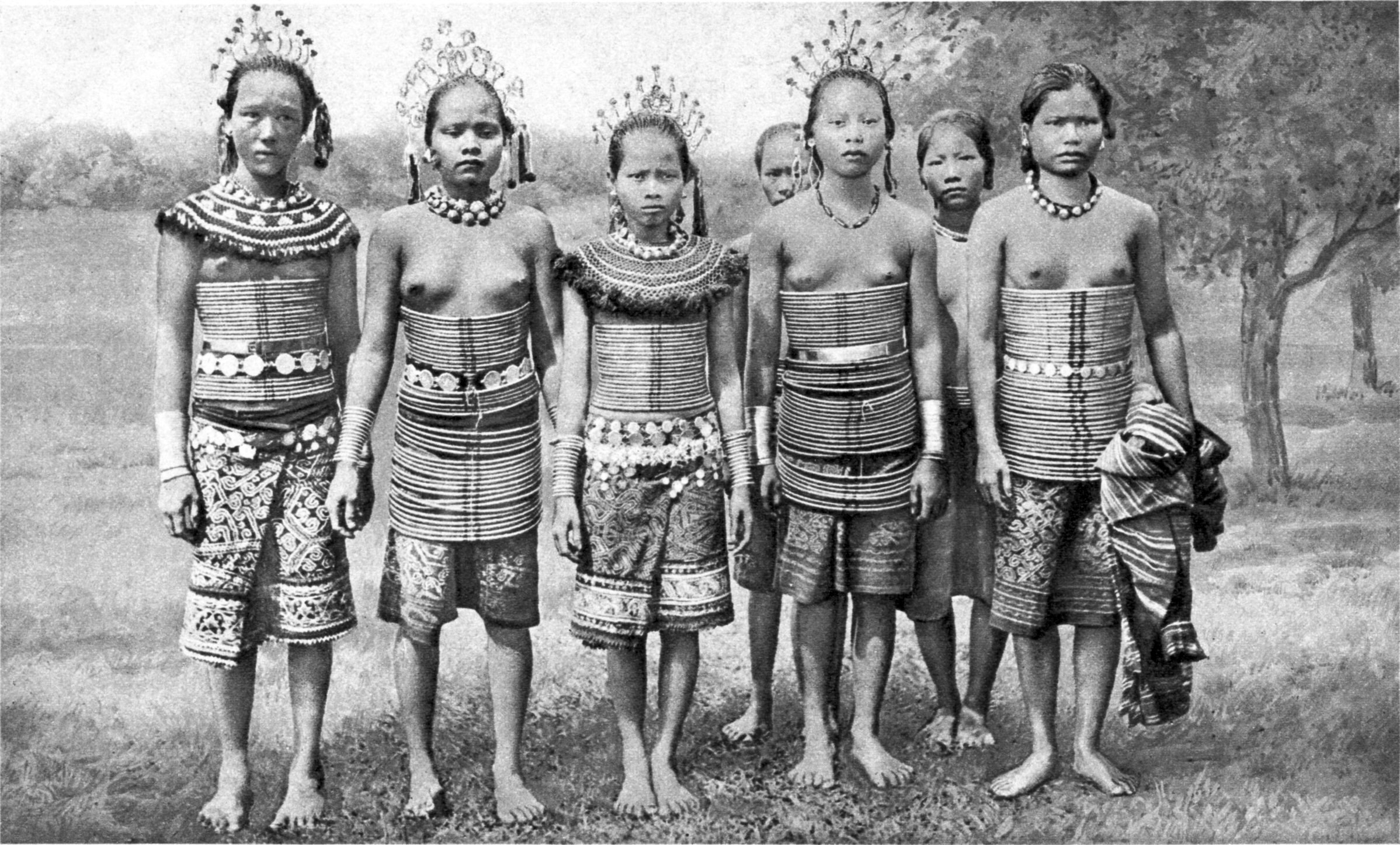
Noies diak de Rejang, Indonèsia, c. 1910

La pràctica també era la norma en diverses cultures asiàtiques abans de l'expansió musulmana als segles xiii i xiv.

### Índia
En determinades parts del nord de l'Índia, algunes dones no portaven una peça superior excepte durant l'hivern abans de la conquesta musulmana de l'Índia. Les dones i els homes normalment portaven un antriya a la part inferior del cos i anaven nus de cintura cap amunt, a part de les joies. Aquesta era la forma estàndard de vestir tret que les dones optessin per portar un sari, en aquest cas es cobrien la part superior del cos amb una túnica.

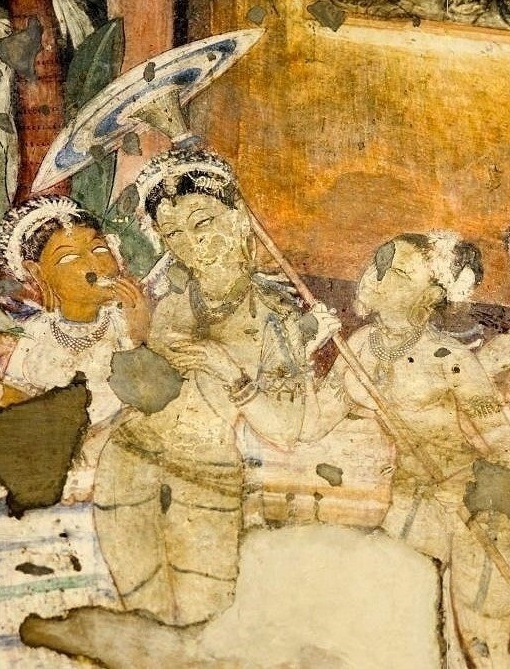
Dones amb choli (brusa) i antariya, c. 320 CE. Imperi Gupta

El topless va ser la norma per a les dones entre diverses comunitats del sud de l'Índia i Sri Lanka fins al segle xix o principis del xx. Aquestes comunitats incloïen tàmils al llarg de la costa de Coromandel, tiyan i altres pobles de la costa de Malabar, kadar de l'illa de Cochin, todes, cheruman (de la casta pulayar), kuruba, koraga, nicobarese i uriya.

### Tailàndia
A Tailàndia, el govern del mariscal de camp Plaek Pibulsonggram va emetre una sèrie de normes culturals entre 1939 i 1942. El Mandat 10 emès el 8 de setembre de 1941 va ordenar als tailandesos que no apareguessin en llocs públics «sense vestir-se adequadament». El vestit inadequat incloïa «no portar camisa o portar un drap envoltant». Abans de la introducció dels codis de vestimenta occidentals, les dones tailandeses eren representades tant completament vestides com en topless en públic.

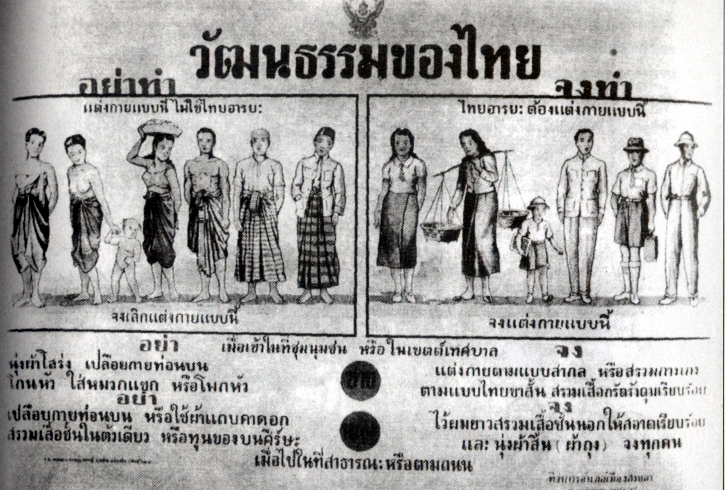
Pòster tailandès de l'època de Phibunsongkhram, que mostra roba «incivilitzada» prohibida a l'esquerra i un roba «adequada» d'estil occidental a la dreta

Fins a principis del segle xx, les dones del nord de Tailàndia portaven una faldilla llarga de tub (Pha-Sin), lligada per sobre de la cintura i per sota dels pits, que estaven al descobert. A finals del segle xix, la influència dels missioners i la modernització sota el rei Chulalongkorn va animar les dones locals a cobrir-se els pits amb bruses.

### Laos
A Laos, el francès Henri Mouhot va fer una fotografia l'any 1858 de dones laosianes on apareixien noies verges amb els pits coberts i dones casades amb els pits sencers exposats en públic, perquè es considerava que el fet de mostrar els pits per alletar-los era no sexual.

### Indonèsia
A la regió d'Indonèsia, el topless era la norma social entre els diaks, els javanesos i els balinesos d'Indonèsia abans de la introducció de l'Islam i el contacte amb les cultures occidentals. A les societats javanesa i balinesa, les dones havien anat en topless per treballar o descansar còmodament. Entre els diak, només les dones de pits grans o les dones casades amb els pits caiguts es cobrien els pits perquè els seus pits interferien amb la seva feina.

### Orient mitjà
A la majoria dels països de l'Orient Mitjà, el topless no ha estat socialment acceptat almenys des del començament de l'Islam (segle vii), a causa dels estàndards islàmics de modèstia femenina. Tanmateix, el topless era la norma en algunes cultures preislàmiques d'Aràbia, Egipte, Assíria i Mesopotàmia. Tunísia i Egipte són una excepció entre els estats àrabs, ja que permeten als turistes estrangers nedar amb el pit descobert a les platges privades.

### Àfrica
Entre les dones himba del nord de Namíbia i les hamar del sud d'Etiòpia, a més d'altres grups tradicionals d'Àfrica, la norma social és que les dones estiguin amb el pit nu.

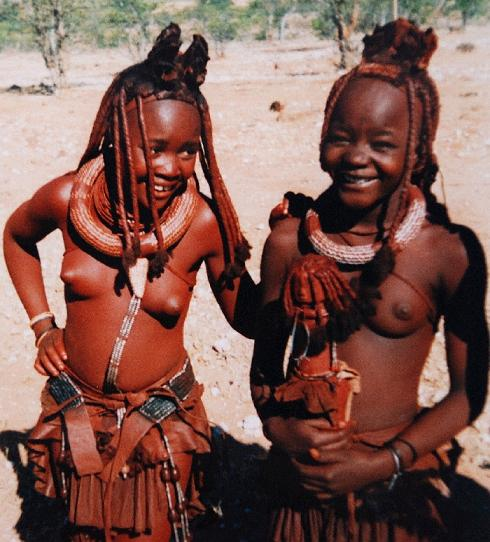
Noies himba de Kaokoveld, Namíbia. El pentinat erembe indica que ja no són nenes.
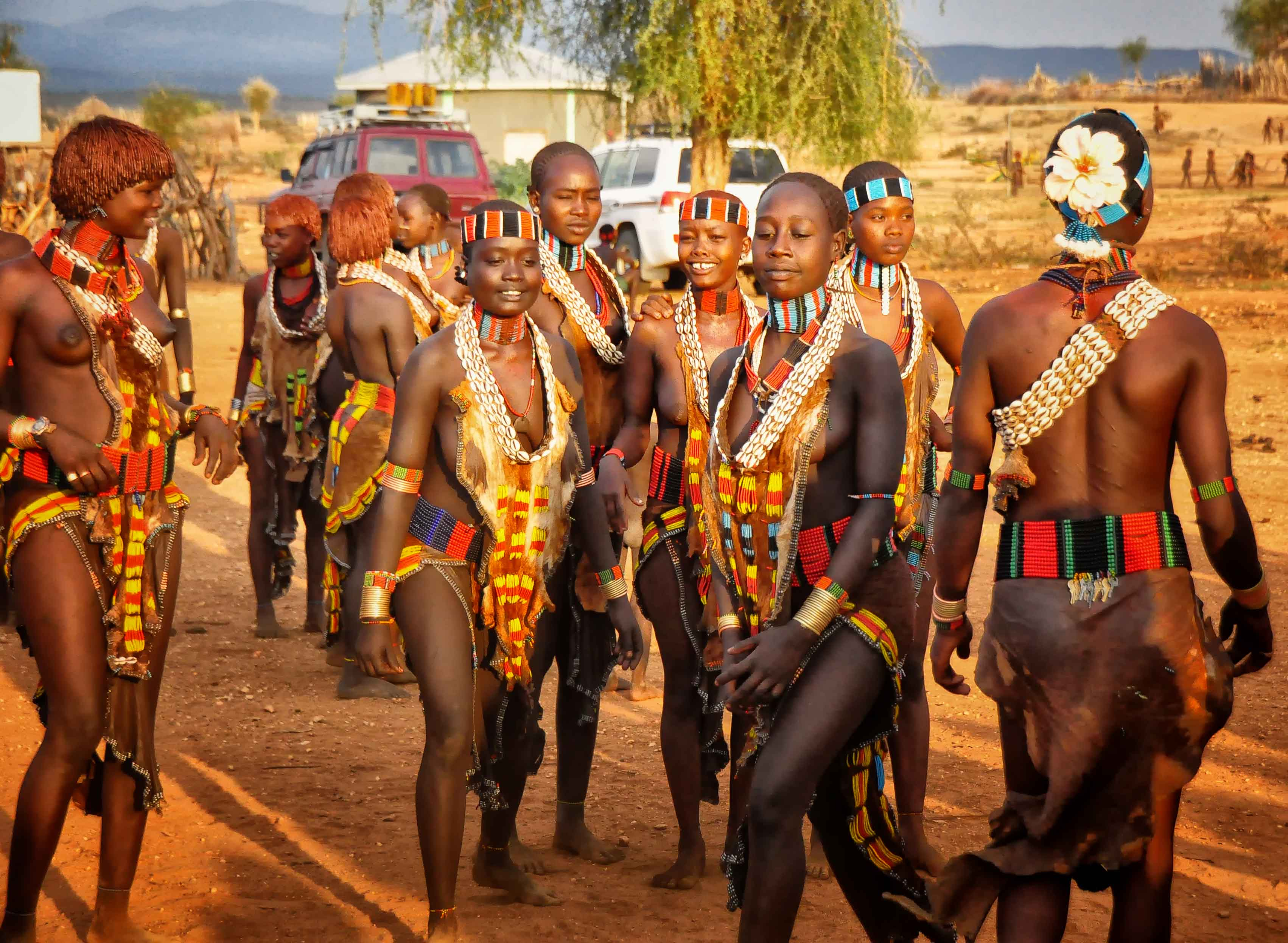
Dones hamar del sud d'Etiopia
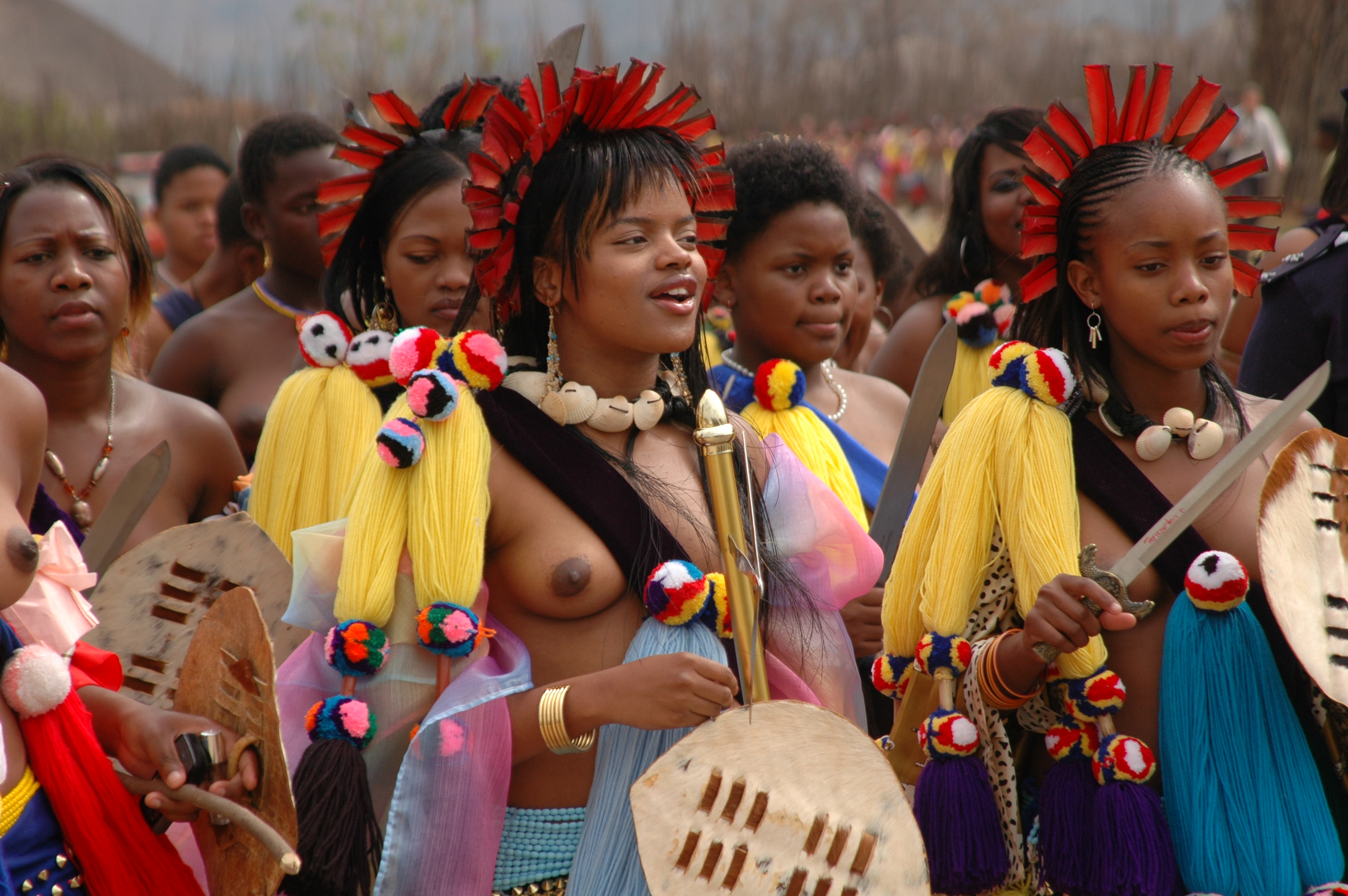
Princesa Sikhanyiso Dlamini (centre), ballant a Umhlanga, 2006. Porta una corona de plomes vermelles, que la distingeix com a membre de la família reial

El topless femení també pot constituir un aspecte important de les celebracions culturals indígenes. Per exemple, en la cerimònia anual Umhlanga, noies d'entre 16 i 20 anys ballen en topless davant el rei zulú.

### Austràlia
Les pràctiques tradicionals en topless poden provocar conflictes interculturals i legals. El 2004, la policia australiana va prohibir als membres de la comunitat papunya utilitzar un parc públic a la ciutat d'Alice Springs per practicar una dansa aborigen tradicional que incloïa dones en topless.

### Corea
Al segle xvi, el jeogori femení (저고리) (una peça superior) era llarg, ample i cobria la cintura. La longitud dels jeogori de les dones es va escurçar gradualment: era d'aproximadament 65 cm al segle xvi, 55 cm al segle xvii, 45 cm al segle xviii i 28 cm al segle xix, amb alguns de tan sols 14,5 cm. Es portava un heoritti (허리띠) o jorinmal (졸잇말) per cobrir els pits. La tendència de portar un jeogori curt amb un heoritti va ser iniciada per les kisaeng (기생) i aviat es va estendre a les dones de la classe alta. Entre les dones de les classes mitjana i de classe baixa, va sorgir una pràctica en què revelaven els seus pits després del part per indicar amb orgull que havien donat a llum un fill, és a dir, un hereu masculí.
Viatgers com el estatunidenc Harry A. Franck van remarcar que «mostraven a la mirada pública exactament aquella part del tors que les dones de la majoria de nacions s'esforcen per ocultar».

### Sud del Pacífic
Al Pacífic Sud, el topless era habitual abans del contacte amb missioners occidentals, però avui és menys freqüent. Al territori francès de Moorea, el topless és habitual.
A les illes Marshall, les dones tradicionalment anaven en topless abans del contacte amb missioners occidentals i encara no objectitzen sexualment els pits femenins com és comú en gran part de la societat occidental. Les dones de l'illa Marshall solen nedar amb els seus muumuus que avui estan fets d'un polièster fi que s'asseca ràpidament. L'ús de biquinis i vestits de bany d'una sola peça que cobreixen els pits a les Illes Marshall es veu principalment a les platges i piscines occidentals d'accés restringit com les dels complexos privats o les instal·lacions del govern dels Estats Units a l'atol de Kwajalein, dins del Lloc d'assaig balístic Ronald Reagan.

## En la cultura occidental
A la majoria de les societats occidentals, és una norma cultural que les noies després de la pubertat, si no abans, es cobreixin els pits sobretot mentre estan en un lloc públic, com a acte de modèstia. Almenys, culturalment no és acceptable que les dones exposin els mugrons i les arèoles en públic. Tot i que moltes dones no consideren que els seus pits siguin objectes sexuals, la majoria no anirien en contra de la norma social, i molt menys desafiarien diverses lleis referents al topless. Fins fa poc, les dones que anaven en topless en un lloc públic podrien haver estat citades per exposició indecent, lascivitat o lleis similars. Les dones i la llei de la majoria dels països occidentals en general no consideren els pits indecents.

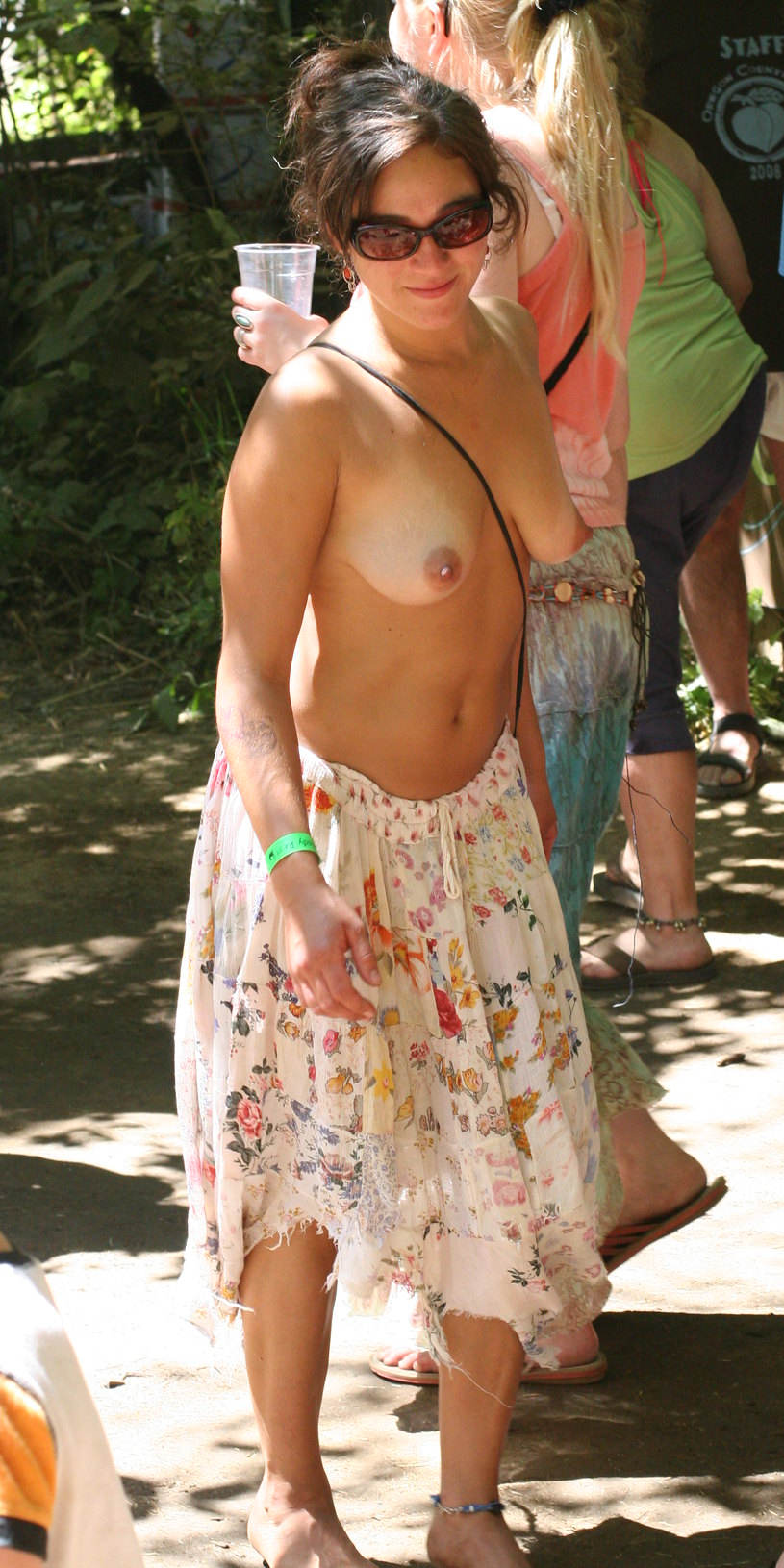
Dona en topless a l'Oregon Country Fair de 2008
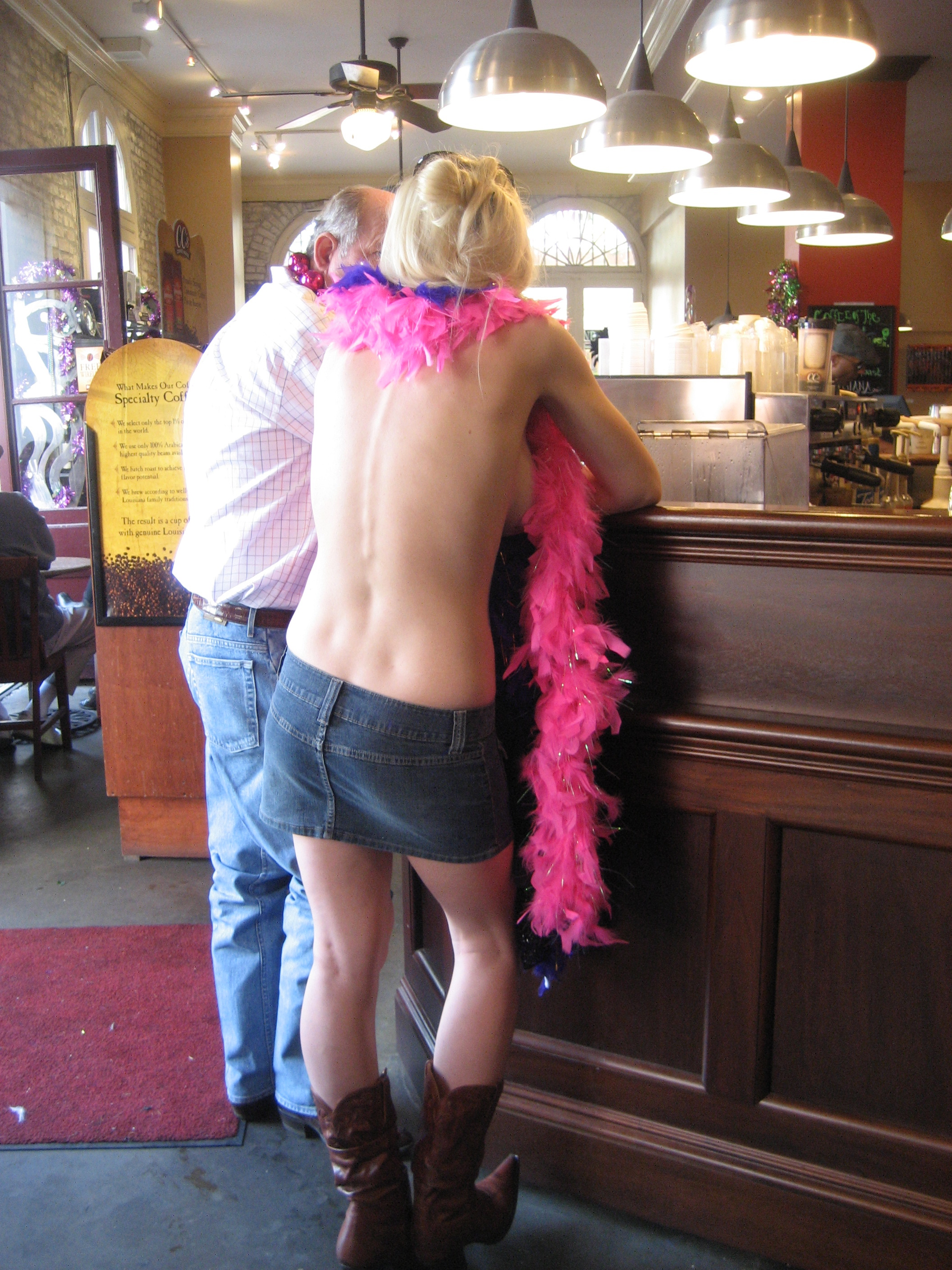
Una dona en topless en una cafeteria. Mardi Gras a Nova Orleans, 2009

Un petit nombre de dones fa campanya pel que anomenen topfreedom, buscant canviar aquestes lleis. El rigor de l'etiqueta varia segons el context social. Per exemple, en esdeveniments culturals específics la norma es pot relaxar, com ara al Fantasy Fest de Key West, al Mardi Gras de Nova Orleans i al Carnaval de Brasil. El mateix també es pot aplicar a les platges designades topless.

### Modes públiques de pits descoberts
En moltes societats europees entre el Renaixement i el segle xix, els pits al descobert eren acceptables mentre que les cames, els turmells o les espatlles visibles d'una dona es consideraven indecents. Durant el Renaixement, molts artistes es van veure fortament influenciats pels estils i la cultura de la Grècia clàssica, i les imatges de temes nus i mig nus en moltes formes van proliferar en l'art, l'escultura i l'arquitectura d'aquest període. En els cercles aristocràtics i de classe alta, l'exhibició dels pits també invocava associacions amb escultures i arts de nus grecs clàssics i una forma clàssica del pit es considerava de vegades com un símbol d'estatus, com un signe de bellesa, riquesa o posició social. Per mantenir el pit d'aspecte juvenil, les dones podrien contractar dides per alletar els seus fills.

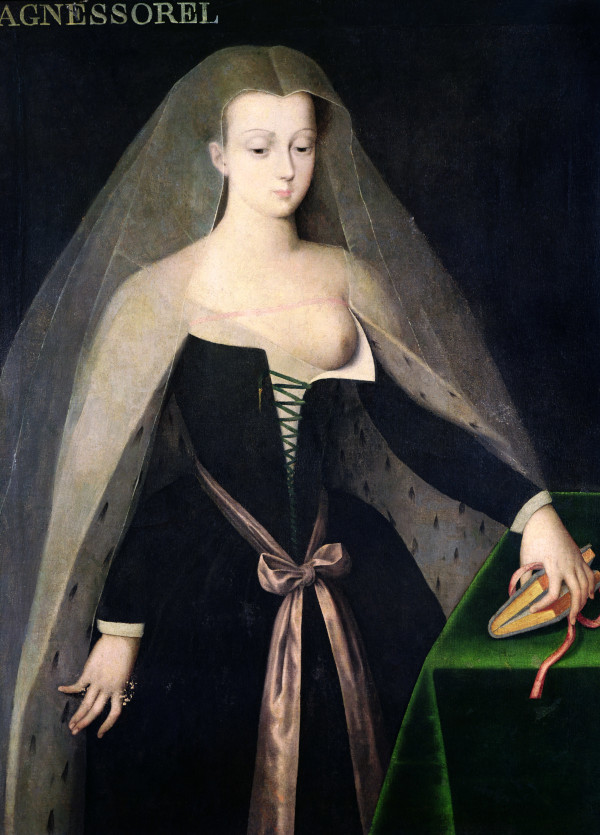
Agnès Sorel, va ser coneguda per aparèixer en topless a la cort francesa
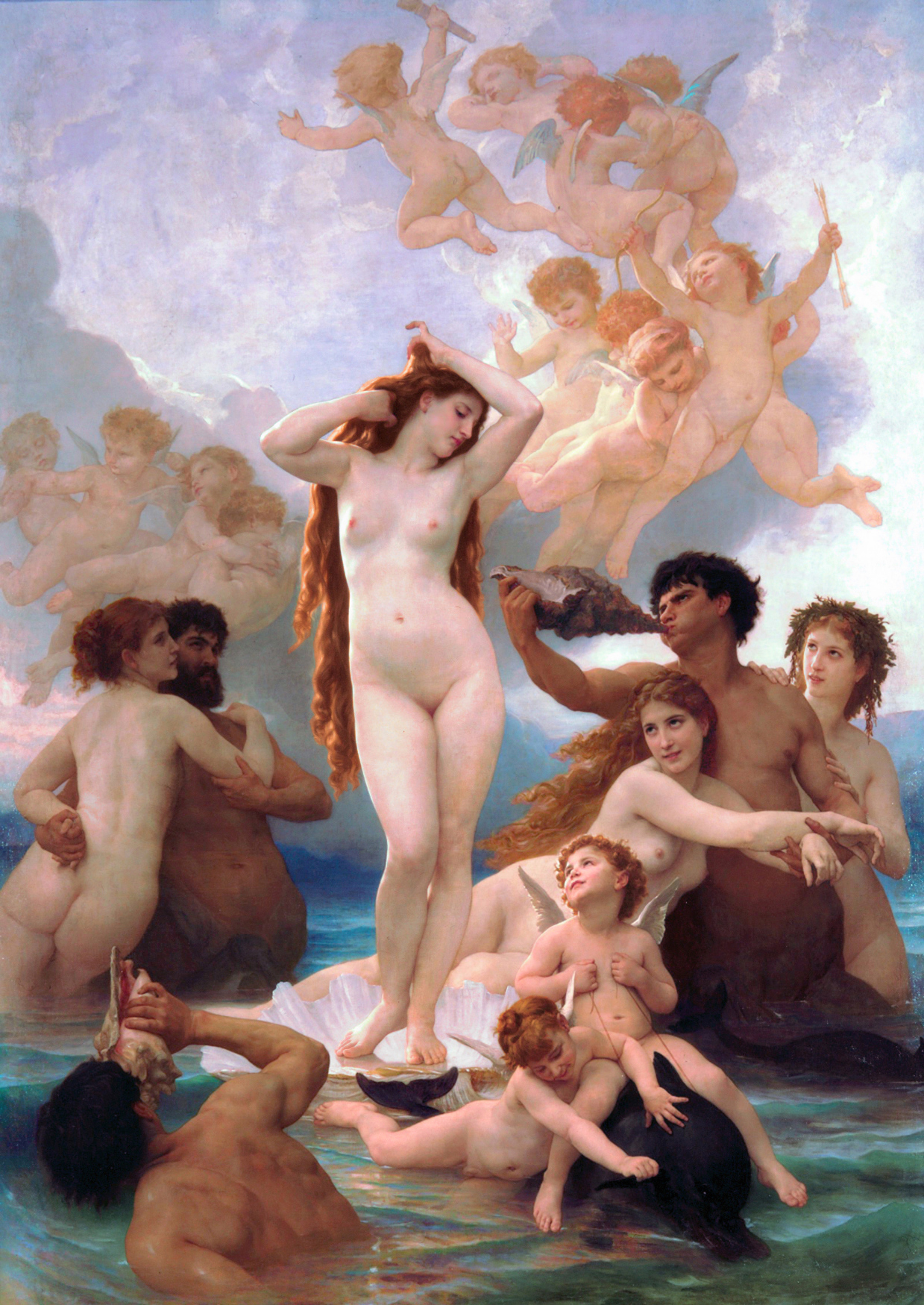
El naixement de Venus, de William-Adolphe Bouguereau, 1879

Les modes femenines que mostraven els pits es remunten a la cortesana del segle xv Agnès Sorel, amant de Carles VII de França, els vestits de la qual a la cort francesa de vegades deixaven al descobert un o els dos pits; es creu que el retrat de Jean Fouquet de la Mare de Déu amb el pit esquerre al descobert va prendre Sorel com a model. Les dones aristocràtiques van intentar immortalitzar els seus pits amb pintura, com en el cas de Simonetta Vespucci, el retrat de la qual amb els pits exposats va ser pintat per Piero di Cosimo c. 1480. Durant el segle xvi, les modes femenines que mostraven els seus pits eren habituals a la societat, des de reines fins a prostitutes comunes, i imitades per totes les classes socials.
Modes similars es van fer populars a Anglaterra durant el segle xvii quan van ser usades per la reina Maria II i per Henrietta Maria, esposa de Carles I d'Anglaterra, per a qui l'arquitecte Inigo Jones va dissenyar una disfressa per a una mascarada que revelava completament els seus dos pits.
En un estudi de 190 societats diferents, les investigacions van trobar que molt poques associaven els pits exposats amb la sexualitat, però que hi havia una insistència perquè les dones ocultessin els pits. S'apliquen diferents estàndards a l'art, amb un exemple la cúpula del Capitoli dels Estats Units amb un fresc de 1865 on apareix la deessa Venus amb els pits al descobert.

### Actituds socials
Tot i que algunes actituds socials davant l'augment de l'exposició corporal van començar a suavitzar-se a finals de la dècada del 1960, les societats occidentals contemporànies encara veuen generalment el topless desfavorablement. Durant un breu període de l'any 1964, els dissenys de vestits «topless» van aparèixer a les desfilades de moda, però les que portaven aquests vestits en públic van ser detingudes per càrrecs d'indecència. Tanmateix, el topless ha arribat a ser una característica de les desfilades de moda contemporànies d'alta costura.
Un estudi ampli de 190 societats diferents durant l'any 1951 va trobar que poques deien que les dones amaguen els seus pits. A Europa, nedar en topless i prendre el sol a les platges públiques s'ha tornat socialment acceptable. El 1994-1995, els investigadors australians van demanar a 118 estudiants en edat universitària que avaluessin el comportament de les dones que van en topless en una escala de 8 punts, que anava des de «Les dones haurien de tenir el mateix dret a anar en topless que els homes» (1) fins a «Les dones en topless són exhibicionistes» (8). Van trobar que el 88% dels estudiants universitaris australians de qualsevol gènere consideraven acceptable que les dones es fessin en topless a les platges públiques, tot i que consideraven que era inadequat que les dones mostressin els seus pits en altres contextos, com ara parcs públics. No van trobar una correlació entre els pits exposats i la sexualitat en situacions socials. Un estudi més recent de 116 dones en edat universitària a Austràlia va trobar que aquelles que havien anat en topless acceptaven més el topless en general, i tenien una autoestima i una imatge corporal més alta.

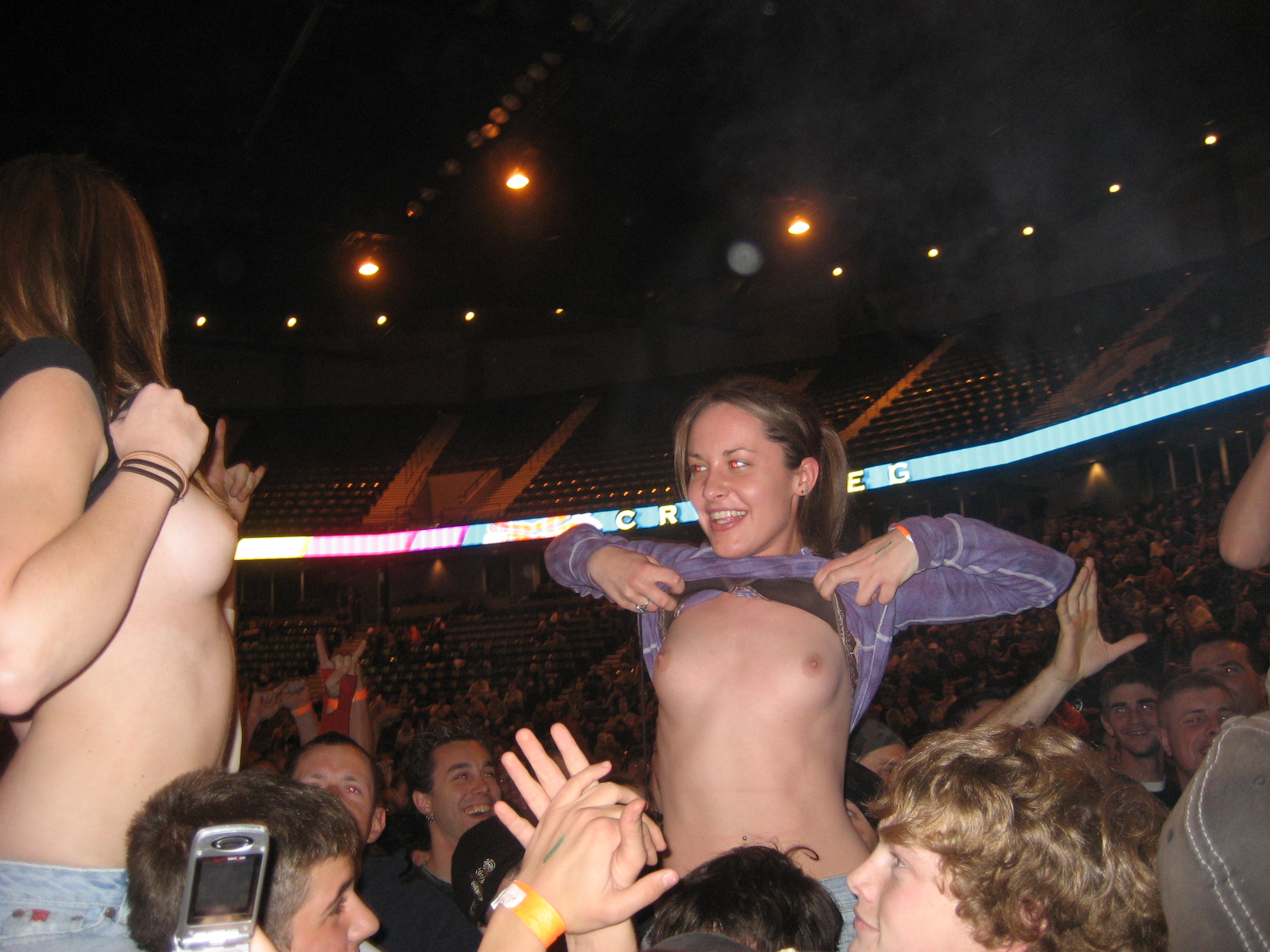
Noies fans mostrant breument els seus pits (flashing breast) en un concert de la banda de rock Godsmack a Moline (Illinois, USA), 5 de novembre de 2006
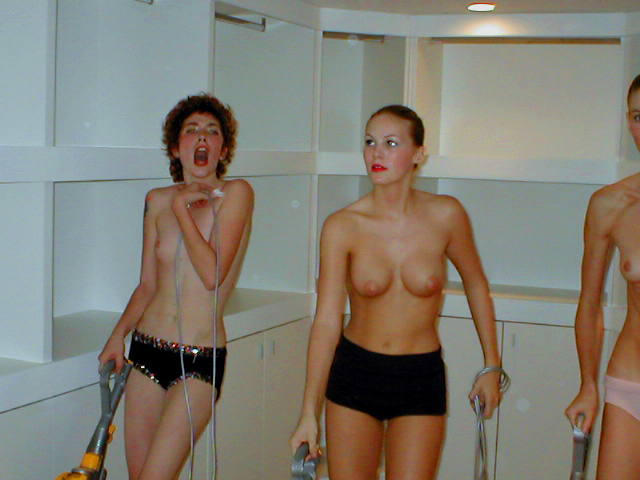
La línia de moda Imitation of Christ va incorporar el topless a la seva desfilada de moda de 2002, que va fer comparacions amb l'art de Vanessa Beecroft.

A la societat contemporània, la mesura en què una dona pot exposar els seus pits depèn del context social i cultural. Els vestits de bany i els biquinis de les dones solen revelar la part superior i els costats dels pits. Mostrar escot es considera admissible en molts entorns, i fins i tot és un signe d'elegància i sofisticació en moltes ocasions socials formals, però pot estar prohibit pels codis de vestimenta en llocs com llocs de treball i escoles, on es poden considerar exhibicions sexuals del pit femení inadequades. En diverses cultures, com ara Europa i altres països occidentalitzats fora dels Estats Units d'Amèrica, hi ha menys restriccions socials contra prendre el sol o nedar en topless. Tot i ser il·legals o proscrites socialment en molts llocs dels Estats Units, les platges en topless tenen el suport legislatiu majoritari en algunes àrees.
Al Canadà, una enquesta l'any 1992 va trobar que el 38% estava a favor del topless femení en general. Després d'aquesta enquesta, diverses sentències legals dels tribunals canadencs des del 1996 fins al 2000 van legalitzar el topless en públic, però molt poques dones van en topless en públic.
Algunes cultures fins i tot han començat a expandir les prohibicions socials sobre el topless femení a les nenes prepubers i fins i tot a les noies infants. Aquesta tendència a cobrir el mugró femení des de la infància és especialment notable als Estats Units d'Amèrica, l'Àsia oriental i l'Orient Mitjà, però és molt menys freqüent a Europa.

### Legalitat

Símbol internacional de la lactància materna

A tot el món és habitual que les dones donin el pit en públic. Als Estats Units d'Amèrica, durant la dècada del 1990 i posteriors, hi va haver una sèrie d'incidents legals en què les dones van ser assetjades o citades per haver mostrat els seus pits mentre alletaven en públic. Una reacció pública va estimular els legisladors d'algunes jurisdiccions a legalitzar específicament la lactància materna pública. El govern federal estatunidenc va aprovar una llei l'any 1999 que estableix específicament que «una dona pot alletar el seu fill en qualsevol lloc d'un edifici federal o en una propietat federal, si la dona i el seu fill estan autoritzats a estar presents al lloc». Algunes dones s'han implicat en actes de «lactivisme», o actes de lactància materna pública per motius polítics, per fer valer aquests drets. L'any 2007 es va parlar de Facebook per haver censurat les fotografies de dones donant el pit al seu fill, fins i tot el perfil de les dones en qüestió, perquè la visualització dels pits nus infringeix el codi de decència del lloc, fins i tot quan el nadó succiona i, per tant, cobreix el mugró. Aviat es va formar un grup d'activistes a Facebook, acusant el lloc de discriminació, ja que va trigar diversos dies a eliminar un anunci de pagament que mostrava una model en topless de les seves pàgines. El grup, que es diu «lactivistes», ha crescut fins a comptar amb 7.000 membres amb eslògans com: «Ei, Facebook, la lactància materna no és obscena». Des del juny de 2014, Facebook ha decidit relaxar la seva censura contra les fotografies de dones que alleten els seus fills4, però continua eliminant les fotos de pits amb mugrons i arèoles. Per tant, veiem molts pits a Facebook on els mugrons s'han esborrat o estan coberts amb una banda negra.
En moltes cultures indígenes no occidentals, és generalment acceptable que tant els homes com les dones es vagin sense roba que cobreixi el tors. El topless femení també pot ser un aspecte tradicional en les celebracions culturals indígenes. Tanmateix, això pot provocar conflictes interculturals i legals. Durant l'any 2004, la policia australiana va prohibir als membres femenins de la comunitat papunya utilitzar un parc públic a la ciutat d'Alice Springs per practicar una dansa aborigen tradicional amb topless.
Moltes societats consideren que les dones que mostren els mugrons i les arèoles són immodestes i contràries a les normes socials. La majoria de les jurisdiccions no tenen lleis que prohibeixen directament el fet de posar-se en topless, però en moltes jurisdiccions una dona en topless pot ser assetjada socialment o citada d'ofici per lascivitat pública, exposició indecent, indecència pública o conducta desordenada. L'aplicació d'aquests estàndards està subjecte a les normes de la comunitat, que poden canviar amb el temps. La majoria dels processos comencen amb una denúncia a la policia presentada per qualsevol persona, i un jutge hauria de decidir sobre la indecència, etc. de l'exposició.
Als Estats Units d'Amèrica, GoTopless.org afirma que les dones tenen el mateix dret constitucional a portar el pit nu als llocs públics que els homes. A més, reclamen la igualtat constitucional entre homes i dones en estar en topless en públic. S'han sumat amb èxit als reptes legals que han donat lloc a lleis que permeten a les dones exposar els seus pits tal com ho fan els homes a l'estat de Nova York i a Ontario, Canadà. L'any 2009, van utilitzar el 26 d'agost (Dia de la Igualtat de les Dones), com a dia de protesta nacional. El moviment topfreedom ha reclamat èxit en alguns casos en persuadir els tribunals federals dels Estats Units perquè anul·lin algunes lleis estatals sobre la base de la discriminació sexual, argumentant que una dona hauria de ser lliure d'exposar el pit en qualsevol context en què un home pugui exposar el seu. Una demanda federal presentada al 10è Circuit (Colorado), es va decidir a nivell d'apel·lació. El setembre de 2019, després de gastar més de 300.000 dòlars EUA, la ciutat de Fort Collins (Colorado) va decidir deixar de defensar la seva ordenança i derogar-la. Això va donar a les dones de totes les edats el dret d'anar en topless allà on els homes legalment poden a la jurisdicció del 10è Circuit, que inclou Wyoming, Utah, Colorado, Nou Mèxic, Kansas i Oklahoma.
El març de 2008, després d'una campanya d'un any d'un grup de pressió, el Front Topless, el Comitè de Cultura i Oci de Copenhaguen va concloure que no hi havia cap normativa contra el bany en topless de les dones a les piscines públics, per tant, no hi havia cap raó per prohibir-ho. També el 2008, l'ajuntament de Vancouver (Colúmbia Britànica), lloc del World Naked Bike Ride (Manifestació Ciclonudista Mundial), va donar a les dones el dret d'anar en topless en públic, no només a les piscines i platges.
L'any 2009, membres de l'organització feminista sueca Bara Bröst (Només pits) van anar en topless a les piscines de la ciutat de Malmö, Suècia. Això va desencadenar una votació de la comissió d'esports i recreació de la ciutat, fent que es retirés l'exigència que les dones portessin una samarreta, només estipulant que tothom ha de portar banyador. La seva decisió va permetre a les dones de Suècia nedar en topless a les piscines públiques de Malmö. «No decidim què han de fer els homes amb el seu tors. Per què les dones han d'escoltar els homes?. A més, molts homes tenen pits més grans que les dones», va dir la presidenta de la comissió.

### Com a forma d'alliberament
Si bé un pit exposat en públic pot tenir moltes connotacions associades, algunes dones a Amèrica d'avui argumenten que el pit exposat és un símbol d'alliberament. Parlen en contra de la idea proposada que el seu lloc legítim estava per sota dels seus homòlegs masculins. Al llarg de finals del segle xx, cada vegada més dones van començar a vincular la lluita per la igualtat femenina i la recuperació del cos femení. Això es pot veure especialment en el treball de les feministes de la segona onada que va començar a principis de la dècada del 1960.

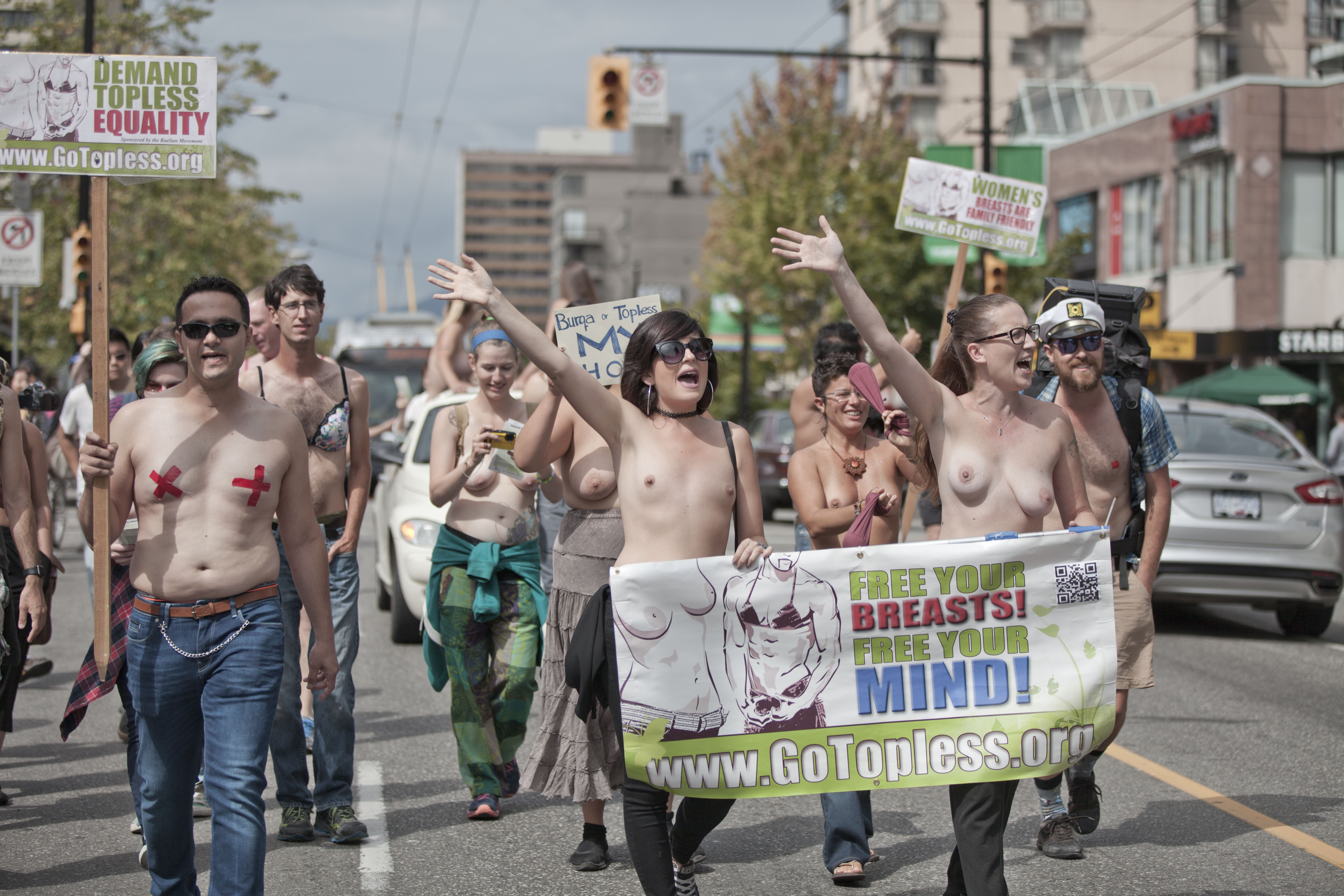
Go Topless Day 2016 a Vancouver, Canadà
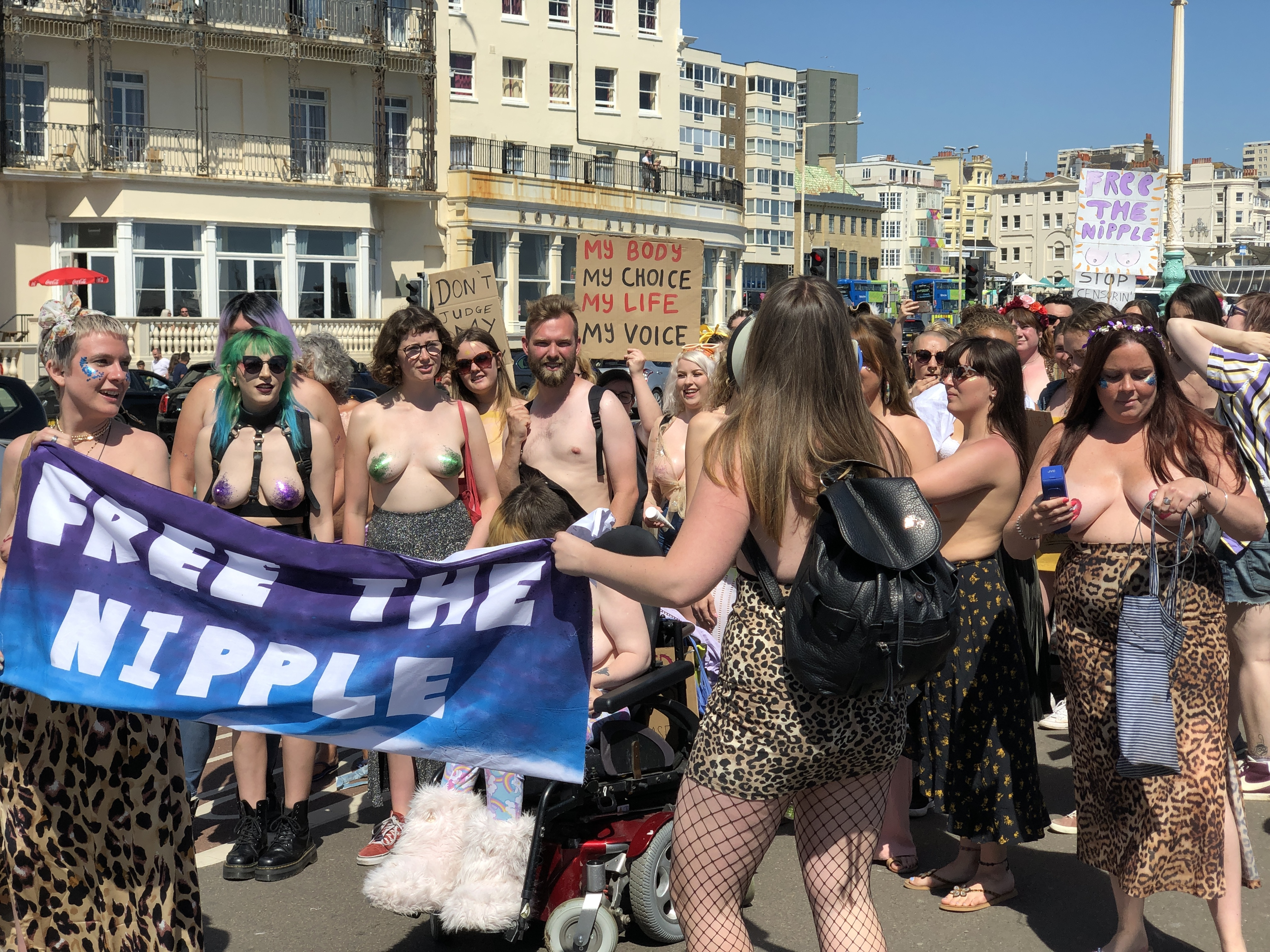
Free the Nipple 2019 a Brighton, Anglaterra

La reacció al pit exposat com a símbol d'alliberament va ser bidireccional. Les dones que van participar en el moviment van expressar el seu desig de desviar l'atenció de l'erotització excessiva del cos femení a la cultura popular estatunidenca cap a necessitats socials més essencials. L'oposició al moviment sense sostenidor ho va veure irònicament com un atac a la moral i la decència pública estatuniden. El bralessness (moviment sense sostenidors) va evolucionar cap a un moviment de pits nus, que es va convertir en una altra manera per a les dones de «ficar el nas a la societat». Tot i que algunes dones van exposar els seus pits individualment, també hi va haver un augment de les manifestacions en topless utilitzades per atreure l'atenció del públic sobre temes de dones com la pornografia i el sexisme. La sexualització del pit només es troba en unes poques nacions occidentals, i això, argumenten moltes dones, fa que les dones recorren a la cirurgia plàstica i vegin els seus pits com a determinants de la bellesa en lloc de forces vitals potencialment nutritives. Per això, les dones són capaços d'alliberar els seus pits com una manera de cridar l'atenció, fer declaracions polítiques i combatre el reforç de les lleis sobre l'exposició dels pits de la suposada naturalesa seductora incontrolable dels pits de les dones.

### Com a forma de protesta
Als països occidentals, el topless en públic sovint genera cobertura mediàtica, fet que porta algunes manifestants polítiques a exposar deliberadament els seus pits en públic per cridar l'atenció dels mitjans i del públic sobre la seva causa.

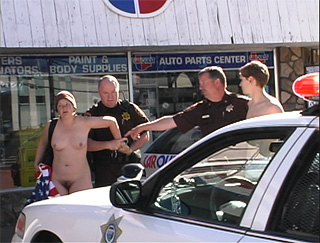
Els activistes Terri Sue Webb i Daniel Johnson sent emmanillats i detinguts per la policia després d'una protesta a Bend, Oregon, el 2 de maig de 2002, organitzada per The Freedom to Be Yourself
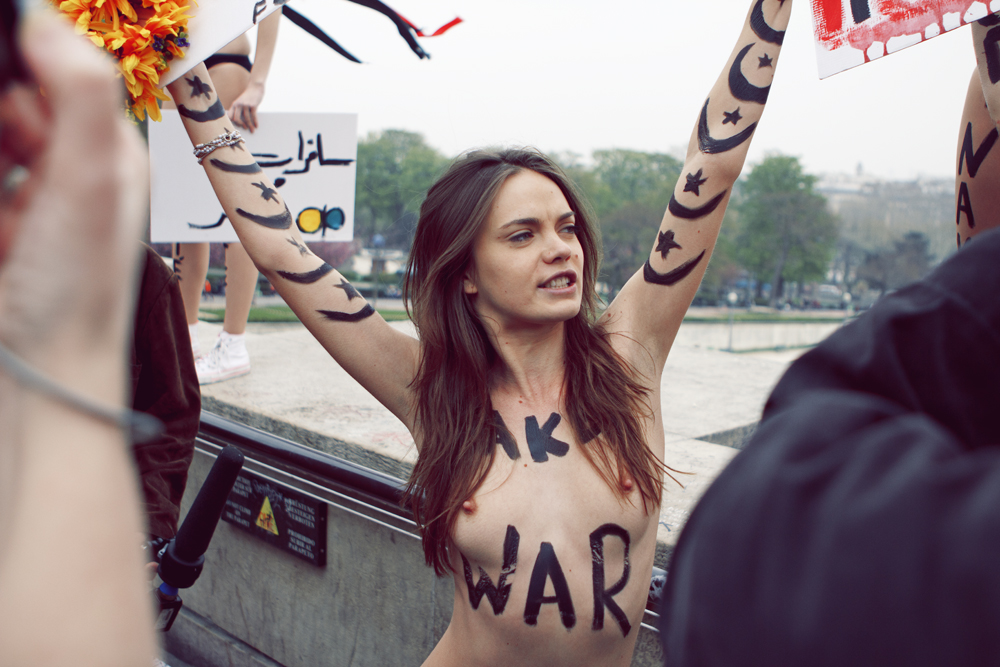
L'artista i activista Oksana Xatxkò en una protesta de FEMEN a París en suport d'Aliaa Magda Elmahdy, 2012

L'activista Sherry Glaser va crear el col·lectiu Breast Not Bombs a Mendocino (Califòrnia), a partir de Food Not Bombs per protestar contra la guerra de l'Iraq. Després de manifestar-se en topless amb un amic el 8 de novembre de 2005, van ser arrestats per exhibició sexual i pertorbació de l'ordre públic. No obstant això, van guanyar el seu cas obtenint una indemnització per violació de la seva llibertat d'expressió. El col·lectiu pretén demostrar que la guerra és molt més indecent que els pits nus.
Potser els nus parcials més polèmics dels últims temps siguin els protagonitzats per les activistes del grup de protesta ucraïnès FEMEN contra el turisme sexual, institucions religioses, sexisme i altres conflictes nacionals i internacionals. El gener de 2012, tres membres del FEMEN van atreure l'atenció dels mitjans de comunicació mundials després de fer una protesta en topless al Fòrum Econòmic Mundial de Davos, Suïssa.
Aquestes pràctiques de nuesa del pit per cridar l'atenció són de vegades criticades per les feministes:
| « | L'ús de la nuesa i fins i tot de l'erotisme per una causa suposadament «justa» no requereix ni comporta cap reflexió crítica sobre els estàndards de bellesa, la visió masclista de la sexualitat i la manera de representar l'erotisme. | » |

### Com a transgressió
El 2005, la revista colombiana SoHo publicava un extens article en què la model i presentadora Alejandra Azcárate encarnava Jesús de Natzaret, nua de cintura cap amunt. El reportatge incloïa una polèmica versió de L'últim sopar de Leonardo da Vinci, també en topless.

## Vestits de bany entopless
El topless en un lloc públic es practica o es troba amb més freqüència prop de l'aigua, ja sigui com a part d'una activitat de natació o de prendre el sol. La introducció del biquini l'any 1946 i les fotografies de glamour cada cop més habituals d'actrius i models populars a banda i banda de l'Atlàntic amb un disseny de banyador mínim van tenir un paper important a l'hora de portar el biquini i prendre el sol al corrent principal.
L'any 1964, el dissenyador de moda Rudi Gernreich va anar més enllà i va dissenyar i produir un vestit de bany en topless, que va anomenar el «monokini» als Estats Units d'Amèrica. El monokini de Gernreich consistia principalment en una part inferior curta i ajustada que «s'estenia des del ventre fins a la part superior de la cuixa» i estava «sostenida per cordons de corda que fan un halter al voltant del coll». Va aparèixer per primera vegada a la revista Look, introduint el concepte d'un vestit de bany topless a la moda comercial. Més tard va dir que realment no volia que el vestit de bany fos popular com era, sinó que era un concepte fantàstic i una predicció del futur. «[Les dones] ja deixen caure la part superior del bikini», va dir, «així que semblava el següent pas natural». Una fotografia de Peggy Moffitt, la famosa model de roba, va aparèixer a Women's Wear Daily, Life i moltes altres publicacions.
Malgrat la reacció negativa dels crítics de moda i els ministres de l'església, els compradors van comprar uns 3000 del seu disseny de banyador a 24 dòlars cadascun aquell estiu, tot i que l'única dona que va informar que l'havia portat a una platja dels Estats Units va ser arrestada. La novetat del disseny va cridar molt l'atenció. La periodista de Life Shana Alexander va assenyalar en un article sobre la introducció del monokini el juliol de 1964: «Una cosa curiosa sobre el topless és que realment no té molt a veure amb els pits. Els pits, per descomptat, no són absurds; els vestits de bany en topless sí. Últimament. la gent segueix barrejant les dues coses».

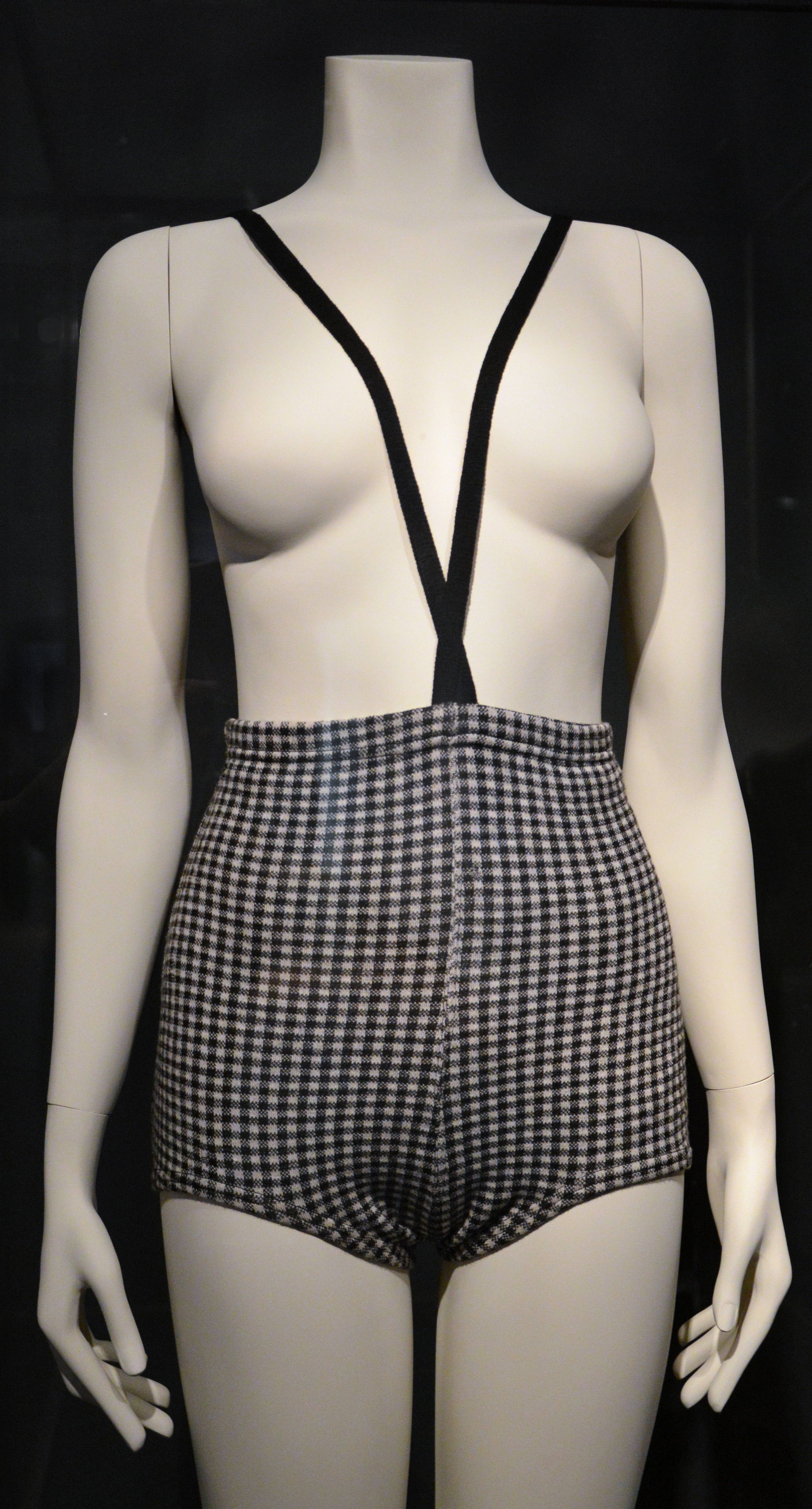
Monokini original de Rudi Gernreich
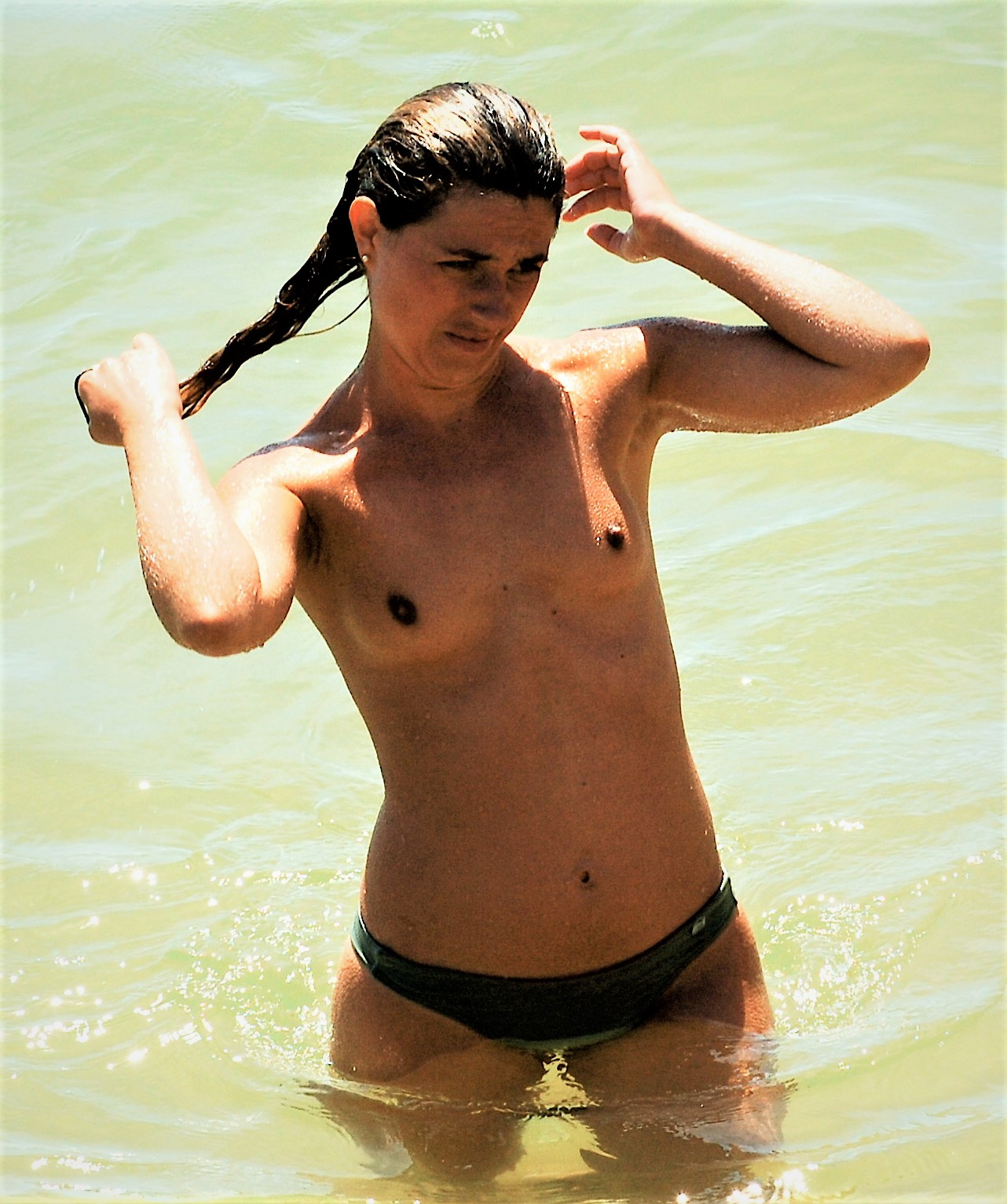
Banyista en topless en Cascais, Portugal
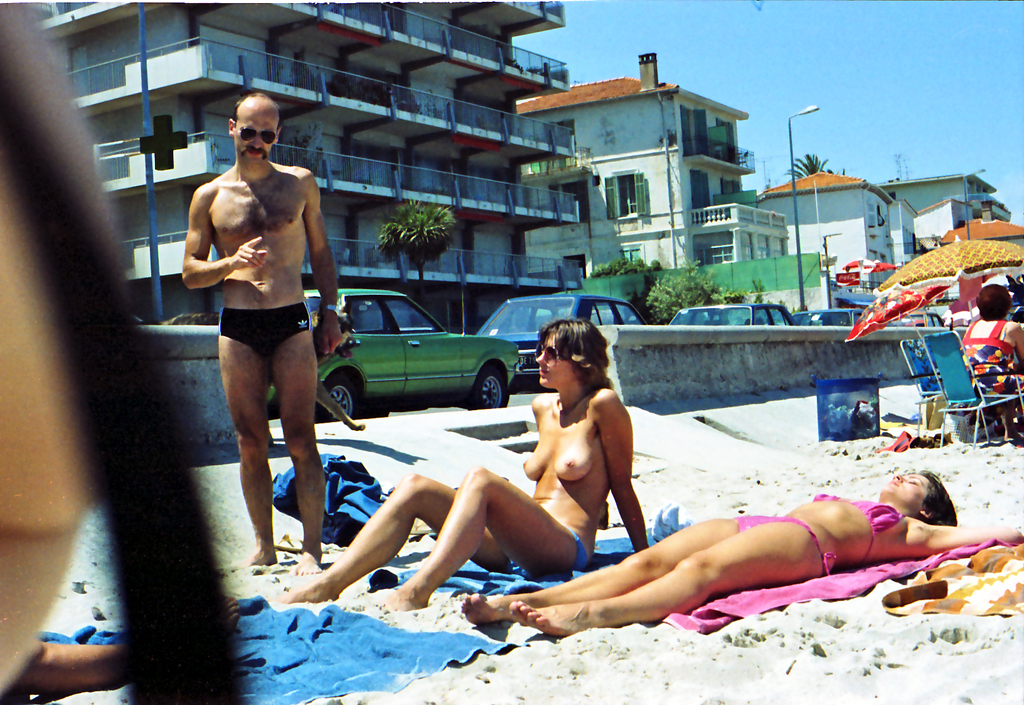
Platja de Canes, 1980

El banyador en topless no va arrelar als Estats Units. El comissari de parcs va ordenar estrictament al departament de policia de la ciutat de Nova York que arrestés qualsevol dona que portés banyador. A Chicago, una dona de 19 anys va ser multada amb 100 dòlars per portar un vestit de bany amb topless a una platja pública. La cobertura abundant de l'esdeveniment va ajudar a enviar la imatge dels pits exposats a tot el món. Els clubs de dones i l'església van ser especialment actius en la seva condemna.
El govern soviètic ho va anomenar «barbàrie» i un signe de «decadència social». A Itàlia i Espanya, l'Església catòlica va advertir contra la moda en topless.
A França l'any 1964, el ministre de l'Interior Roger Frey va liderar la persecució per l'ús del monokini, qualificant-lo com «un delicte públic contra el sentit de la decència, castigat segons l'article 330 del codi penal. En conseqüència, els caps de policia han d'utilitzar els serveis de la policia perquè les dones que porten aquest banyador en llocs públics siguin processades». A St. Tropez, a la Riviera francesa, on més tard els topless es van convertir en la norma, l'alcalde va ordenar a la policia que prohibís els topless i que vigilés la platja amb helicòpter. Jean-Luc Godard, un impulsor fundador del cinema francès de la Nouvelle vague, va incorporar una escena amb una dona amb un vestit de bany topless a la Riviera a la seva pel·lícula Une femme mariée (1964), però els censors la van eliminar.
Diversos llocs del Carib, especialment aquells que abans eren colònies franceses i holandeses, permetien prendre el sol nus i en topless, com les illes de les Antilles Franceses de Saint-Barthélemy, Guadalupe, Martinica i St. Maarten. Prendre el sol en topless es va estendre lentament a altres països occidentals d'Europa i Austràlia, molts dels quals ara permeten prendre el sol en topless en algunes o totes les seves platges, ja sigui per llei o per pràctica generalment acceptada, i les platges estaven designades per als banyistes nus o en topless. Una platja en topless, o top-opcional, difereix d'una platja nudista en què els assistents a la platja d'ambdós sexes han de mantenir coberta la seva zona genital, tot i que les dones tenen l'opció de treure's la part superior sense por de ser arrestades o processades legalment.
A finals de la dècada del 2000, diversos diaris francesos van informar que el nombre de dones que prenen el sol en topless a les platges franceses havia disminuït notablement i que les dones franceses més joves desaprovaven cada cop més l'exposició dels pits en públic. L'edició francesa de la revista Elle va publicar una portada el 2014, La fin du topless sur la plage? (El final del topless a la platja?), que va oferir diverses raons per al declivi, incloses les preocupacions pel càncer de pell, les representacions sexualitzades de dones en topless, l'ús de pits nus en l'activisme polític i les preocupacions per la publicació d'imatges en topless en mitjans de comunicació socials.
Una enquesta del 2019 a 5.000 dones de cinc països europeus va trobar que prendre el sol en topless encara era popular a Espanya, amb un 43% de dones d'entre 18 i 49 anys que s'havien dedicat a la pràctica, només un 1% més des que es va fer l'enquesta anterior el 2016. Segons aquest estudi del 2016, el que més anima les espanyoles a prendre el sol sense la part de dalt del biquini és que facilita un bronzejat més homogeni. Acaba dient que «l'estrany» seria trobar en una platja de les Balears, Cadis o Cap de Gata (Almeria) una dona amb banyador o biquini complet. A les piscines, però, la seva pràctica continua sent força reduïda.
Les xifres van disminuir de manera més significativa entre el 2016 i el 2019 per a les dones alemanyes (del 41 al 34%), les dones franceses (del 29 al 22%), les britàniques (del 26 al 19%) i les italianes (del 20 al 15%). Prendre el sol en topless era menys freqüent entre les dones joves, amb un 13% de les dones franceses d'entre 18 i 29 anys que van dir el 2019 que es van treure la part superior del biquini a la platja, en comparació amb el 25% de les dones franceses de 40 a 49 anys. Les enquestes mostren una resistència considerable a prendre el sol en topless a altres països europeus. La tolerància de Suècia cap a la pràctica va caure després d'un breu període de popularitat a la dècada del 1970 i del 1980. Molts dels suecs enquestats per Skyscanner el 2010 van trobar que el topless públic era «indecent» i «ofensiu».
En el seu llibre Corps de femmes, regards d'hommes (Cossos de dones, ulls d'homes), del sociòleg francès Jean-Claude Kaufmann, que ha analitzat les relacions humanes a les platges, escriu que l'actitud de les dones pot estar molt influenciada per la manera com els homes miren els pits nus. L'individu, diu, en general, aspira a entrar en allò banal, en l'invisible per fer la vida més fàcil. I assenyala que paral·lelament a una banalització dels pits nus hi ha una banalització del voyeurisme, «veure sense veure», que consisteix a fingir en no fer cas per tal de facilitar la convivència social. Classifica la mirada masculina de tres maneres diferents: la mirada banalitzadora, que implica una certa «negació del cos», la mirada estetitzadora, feta tant per dones com per homes encara que les implicacions no siguin les mateixes, i la mirada sexualitzant, vergonyosa o franca, en la que una gran part dels homes pensen que el pit nu a la platja és més eròtic que el que es troba a les revistes perquè és més real i, per tant, més accessible. La mirada femenina estetitzadora seria més aviat una mirada de comparació, mentre que la mirada masculina és ambigua ja que es barreja confusament amb una apreciació estètica i, en el procés, una atracció sexual. Alguns homes observen els pits nus però la seva mirada és acceptada, banalitzada per la societat amb la condició que no hi hagi contacte físic entre l'observador i l'observada.
Segons alguns testimonis, les mirades i les crítiques d'altres dones vestides poden ser molt més despectives que les dels homes.

## En la cultura popular i en les arts
Tradicionalment, els francesos s'han relaxat amb la nuesa i el topless en l'entreteniment, i les ballarines i actrius van actuar en topless durant la dècada del 1910 i més enllà al teatre musical i al cinema. El topless en l'entreteniment ha sobreviscut fins als nostres dies al Folies Bergère i al Moulin Rouge. Alguns grups femenins també han actuat en topless, com els dos grups femenins anomenats The Ladybirds (un a San Francisco i un altre a Copenhaguen), que van actuar en topless a finals de la dècada del 60.

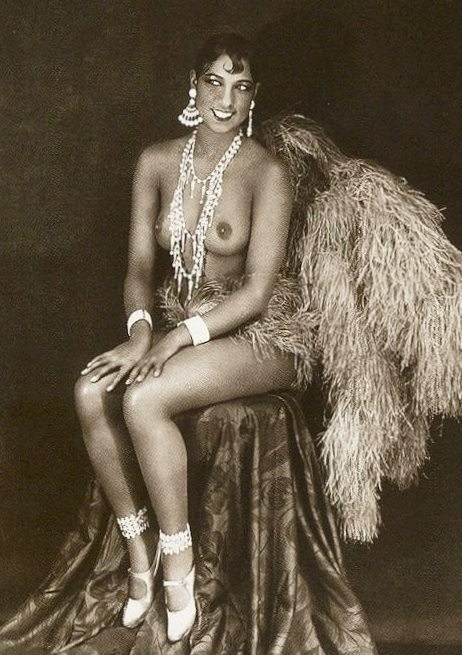
Josephine Baker en topless, 1927
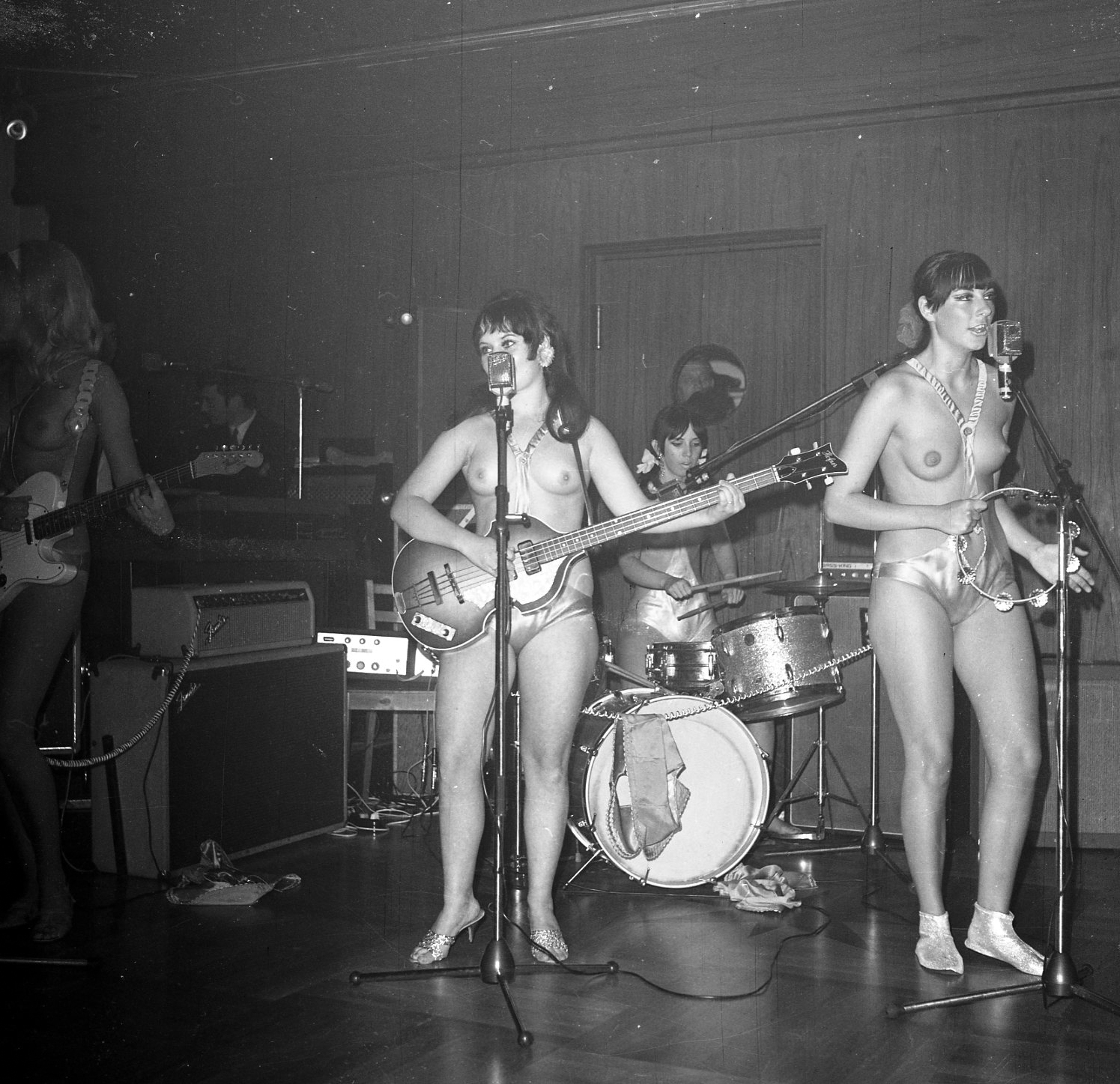
Actuació en toppless de The Ladybirds en Bergen (Noruega), 1968
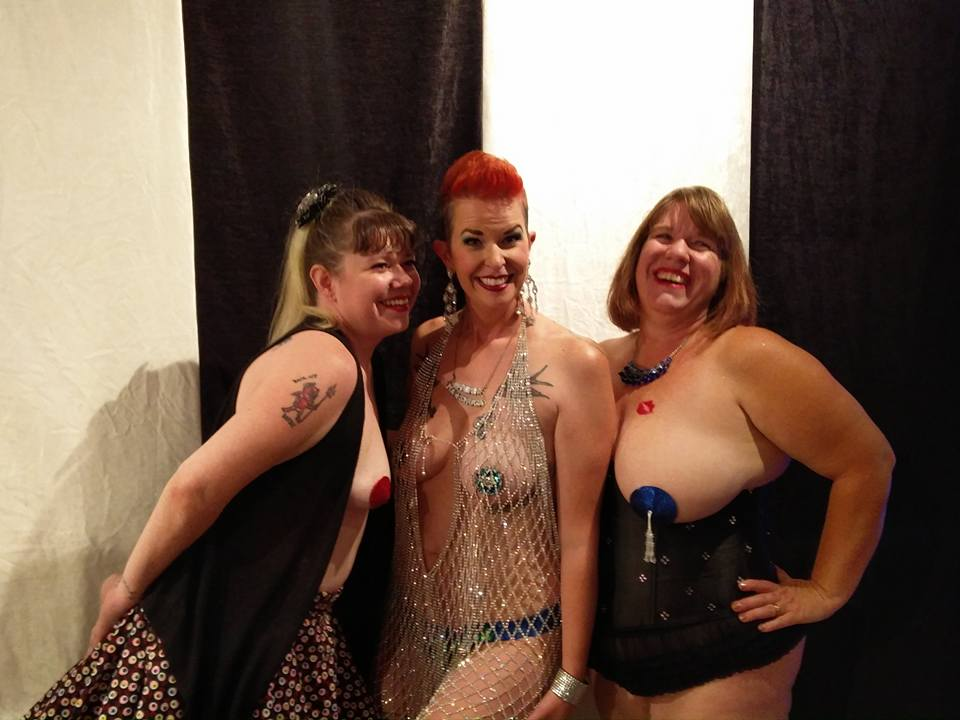
Tres artistes neoburlesque amb pasties al Col·lectiu d'Arts Visuals, 2016

Les dones també s'utilitzen de vegades en llocs només per a adults per actuar o posar en topless en formes d'entreteniment eròtic comercial. Aquests llocs poden anar des de clubs de striptease de baix nivell i pole dance en topless fins a cabarets de luxe, com ara el Moulin Rouge. L'entreteniment en topless també pot incloure competicions com ara concursos de samarretes mullades, especialment durant les vacances de primavera als Estats Units, en què les dones mostren els seus pits a través d'un teixit humit translúcid, i poden acabar traient-se les samarretes davant del públic.
El topless femení també s'ha tornat una mica comú durant el Mardi Gras a Nova Orleans, durant el qual les dones exposen breument els seus pits (flashing breasts) o uns de plàstic, i al Carnaval de Rio de Janeiro, on les carrosses de vegades presenten dones en topless.

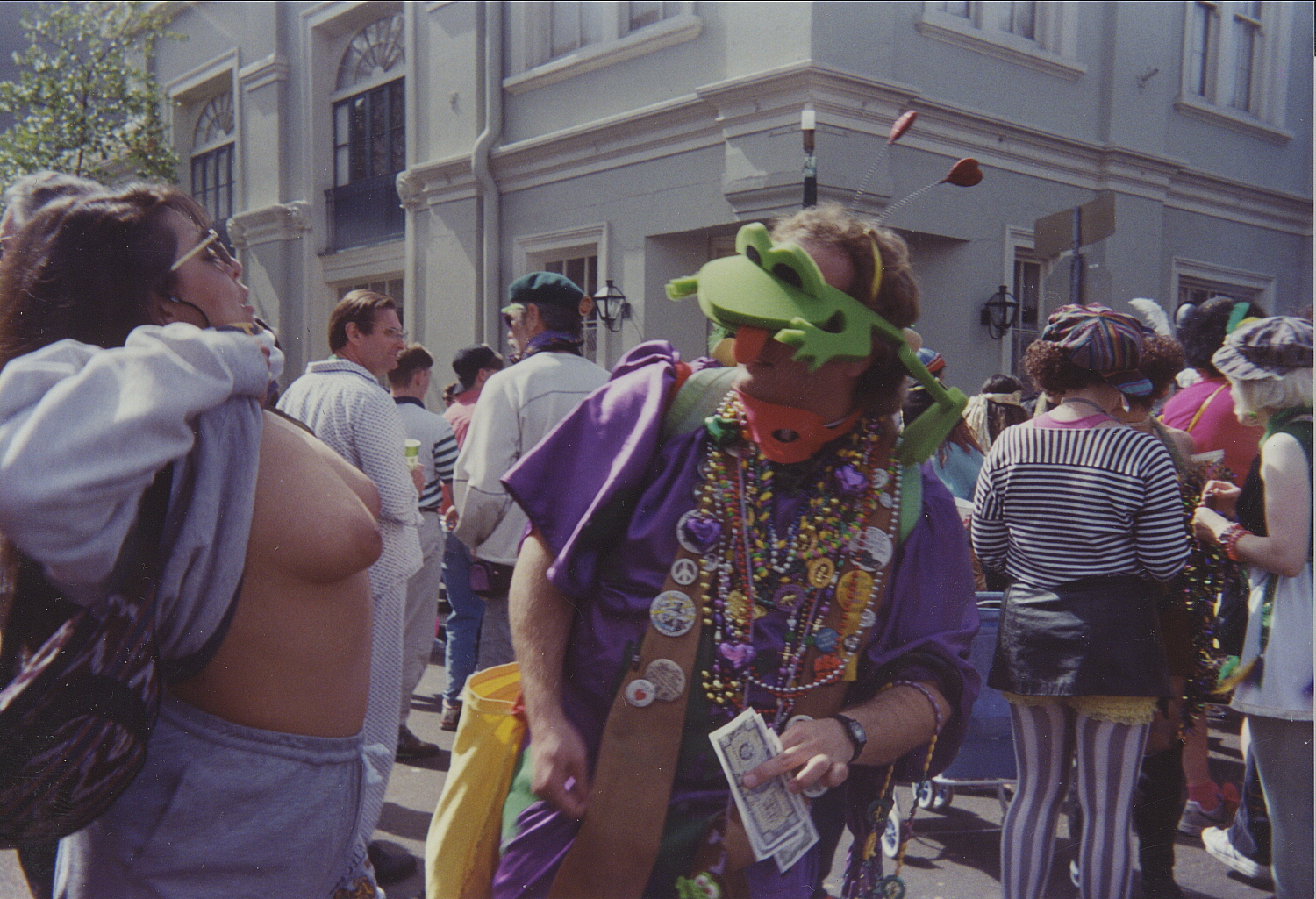
Dona mostrant els pits breument durant el Mardi Gras de Nova Orleans, 1993
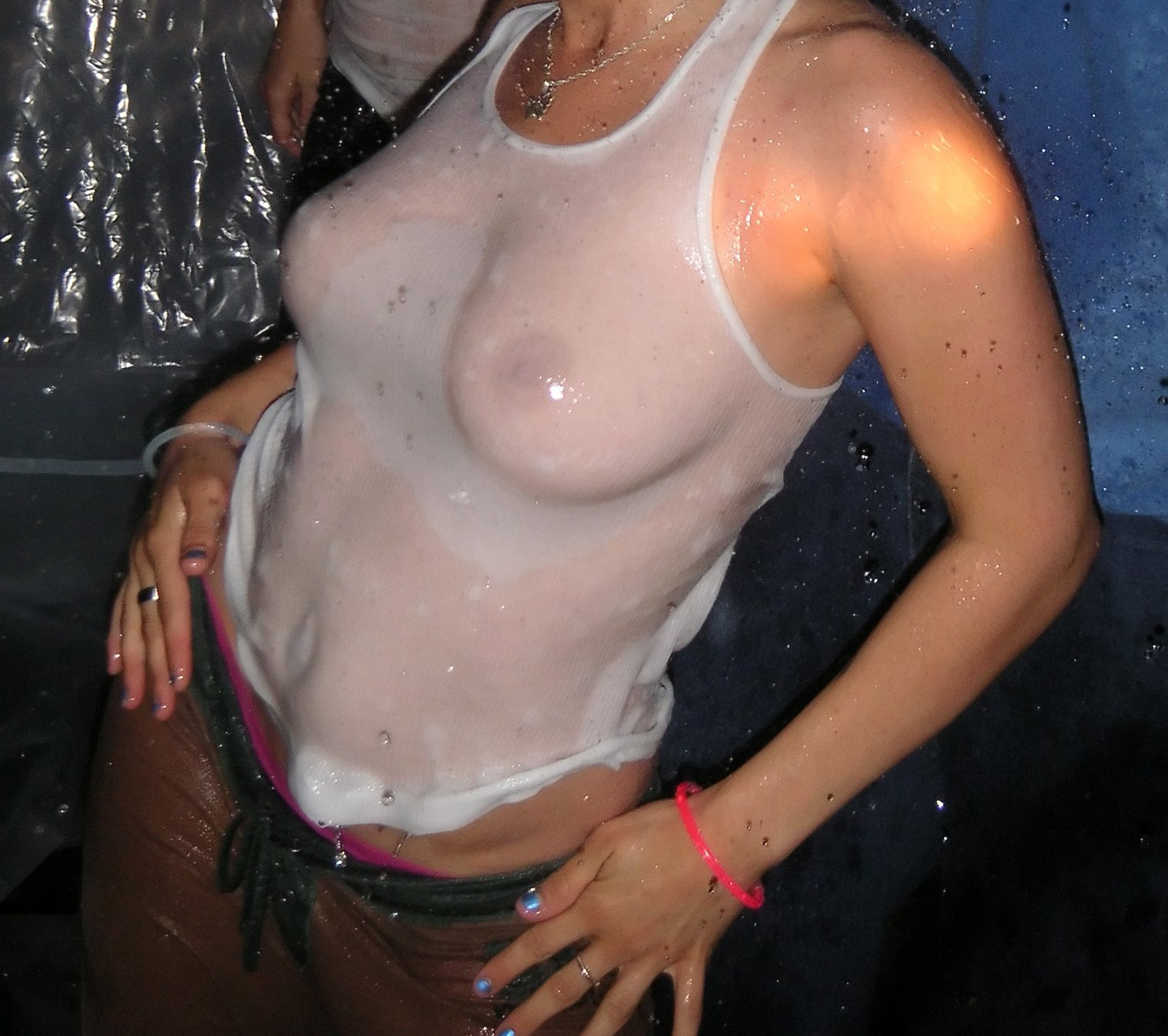
Concurs de samarretes mullades, 2005

De vegades, ballarines eròtiques o animadores burlesques porten pasties per donar la impressió d'estar en topless mentre s'evita el processament en virtut de les lleis d'indecència pública local que prohibeixen l'exposició del mugró i les arèoles. Per mantenir-se dins de la llei, solen utilitzar pasties de làtex. Les pasties també es poden veure a les discoteques, festes fetitxes i desfilades, com ara Desfilades de l'orgull.

### Mitjans de comunicació i fotografia
En moltes cultures occidentals actuals, les imatges de dones en topless apareixen regularment a revistes, calendaris i altres mitjans impresos, sovint cobrint-se els pits amb un «braç», és a dir, l'ús de les mans o els braços de la dona per cobrir els pits, especialment els mugrons i les arèoles. Al Regne Unit, seguint una tradició establerta pel diari britànic The Sun l'any 1970, diversos diaris sensacionalistes van presentar models femenins en topless a la seva tercera pàgina, conegudes com Page 3 girls, encara que ja no és així. El tema de la fotografia glamour sovint és una dona en topless.

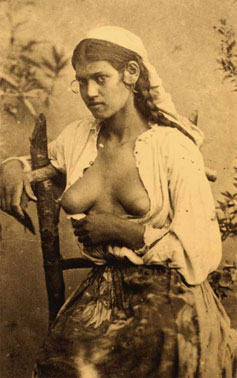
Retrat d'una donzella gitana, de Carol Szathmari, 1870
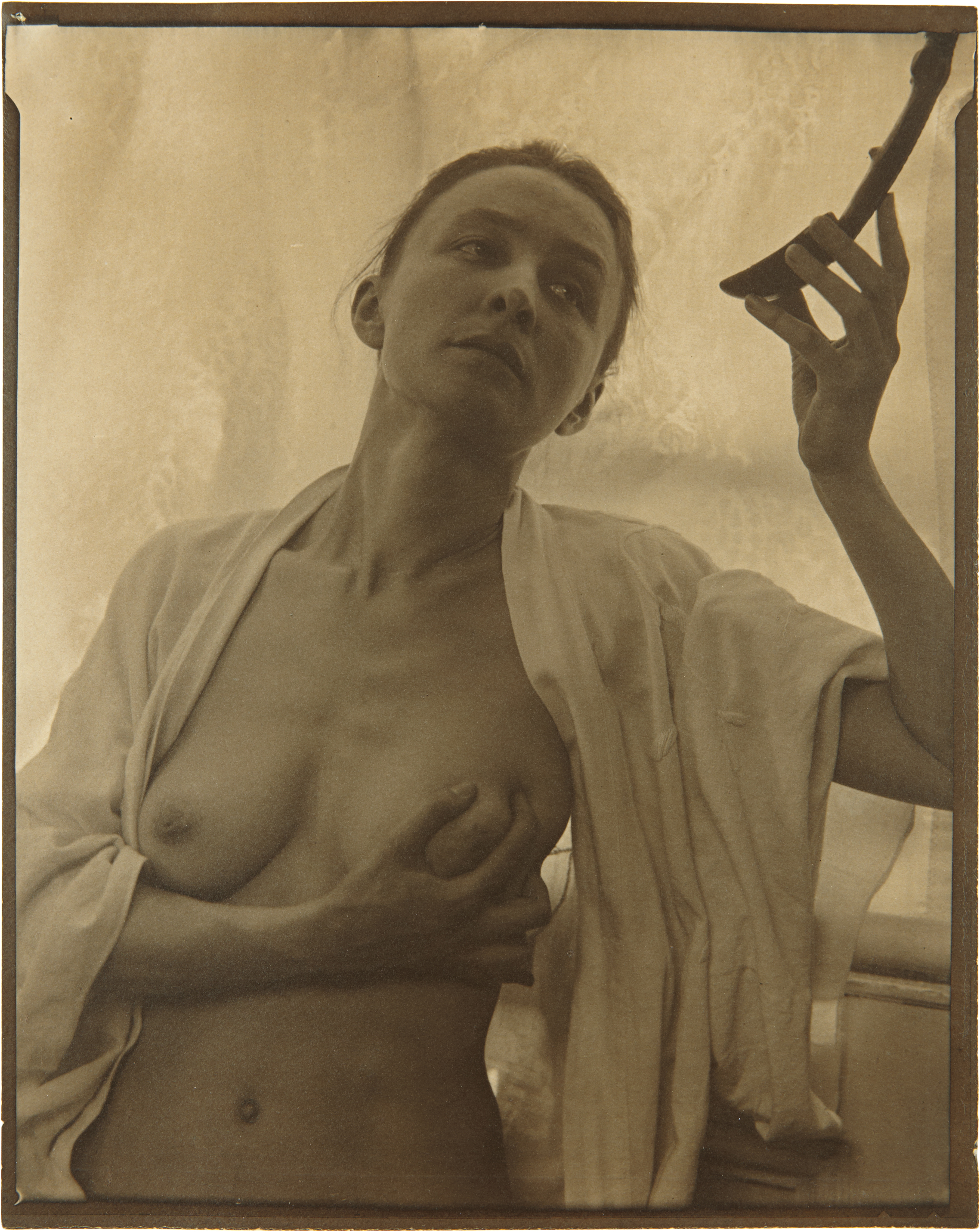
L'artista estatunidenca Georgia O'Keeffe, fotografiada durant una acció artística, 1919
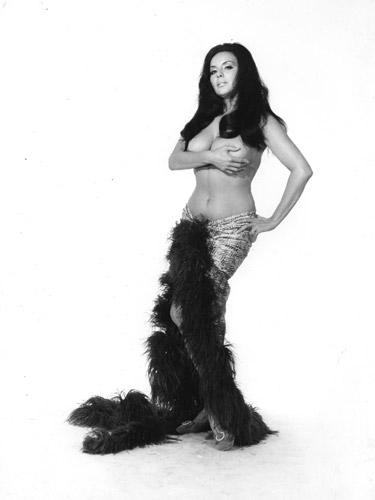
Isabel Sarli, utilitzant la tècnica del handbra, c. 1973

Fotògrafs com Jock Sturges i Bill Henson han estat processats o s'han vist involucrats en polèmica per produir imatges de noies adolescents en topless com a part del seu treball en curs.

### Cinema
A la dècada del 1920, la nuesa, inclòs el topless, es va presentar en algunes pel·lícules mudes de Hollywood, així com a l'escenari, encara que no sense objeccions de diversos grups, i diverses jurisdiccions dels Estats Units i d'altres llocs que van establir taules de censura cinematogràfica per censurar les pel·lícules.
A la dècada del 1930, el Codi Hays va posar fi la nuesa en totes les seves formes a les pel·lícules de Hollywood. Per mantenir-se dins de les directrius dels censors o dels estàndards comunitaris de decència i modèstia, es cobrien els pits de les actrius en una escena en topless, especialment els mugrons i les arèoles, amb les seves mans (utilitzant una posició de handbra), braços, tovalloles, pasties o algun altre objecte, o es canviava l'angle del cos en relació amb la càmera. La realització de pel·lícules en altres indrets no estaven subjectes al Codi Hays, sinó que estaven subjectes a diversos règims de censura nacional. La pel·lícula italiana Era lui... sí! sí! (1951), per exemple, també tenia una versió francesa que incloïa actrius en topless a l'escena de l'harem. Aquesta versió es va fer especialment per al mercat francès, on la censura era menys rigorosa que a Itàlia.

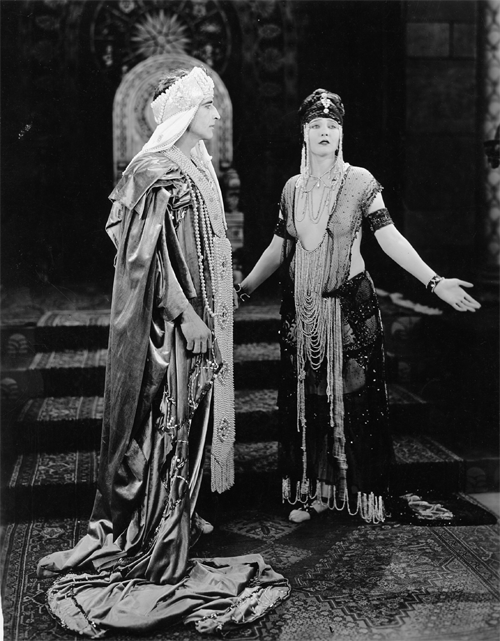
Betty Blythe i Fritz Leiber Sr. a la pel·lícula La reina de Saba, 1921

Les actituds socials i oficials envers el topless i la nuesa s'havien alleujat a la dècada del 1960 i el Codi Hays va ser objecte de nous reptes. Per exemple, a Motí a la Bounty (1962) totes les noies tahitianes estaven en topless i hi havia una llarga escena de dansa nativa, tot i que els pits de les ballarines en topless estaven cobertes per leis. La pel·lícula èpica històrica Hawaii (1966) també va incloure escenes de noies natives en topless amb els seus pits coberts estratègicament amb leis.
L'any 1968 el Codi Hays va ser substituït pel Sistema de classificació de pel·lícules de la MPAA. Les dones ara apareixen en topless al cinema convencional, encara que normalment una mica breument. El crític de cinema Roger Ebert va argumentar que hi havia una doble moral amb relació a la topless de les dones «natives». Va escriure que els productors de Rapa Nui (1994), que presentava escenes repetides de dones natives amb pits nus, es van sortir amb la seva a causa de la pell morena de les dones:
| « | Rapa Nui es llisca per l'escletxa de National Geographic. Aquesta és la convenció de Hollywood que ens ensenya que els pits morens no són tan pecaminosos com els blancs i, per tant, si bé pot ser dolent mirar a una rossa del Playboy i sentir la luxúria al cor, és educatiu veure donzelles polinèsies jugant entre les onades en topless. Això no és sexe; és geografia. | » |

A més d'aquelles actrius que han aparegut nues o parcialment nues a les pel·lícules, també és cada cop més habitual que les actrius apareguin en topless a les pel·lícules. Les actrius destacades que han aparegut en topless inclouen Jane Fonda (Coming Home, 1978), Julie Andrews (S.O.B., 1981), Kate Winslet (Titanic, 1997), Gwyneth Paltrow (Shakespeare in Love, 1998), Reese Witherspoon (Twilight, 1998), Rene Russo (The Thomas Crown Affair, 1999), Katie Holmes (The Gift, 2000) i Halle Berry (Swordfish, 2001). En una entrevista el març de 2007, Halle Berry va dir que el seu topless a Swordfish era «gratuït» a la pel·lícula, però que havia de fer l'escena per superar la seva por a la nuesa i que era el millor que va fer per ella en la seva carrera. Després d'haver superat les seves inhibicions, va interpretar un paper a Monster's Ball, que incloïa una escena de nus que li va fer guanyar un Oscar a la millor actriu. Algunes actrius prefereixen no exposar els pits i utilitzar un doble corporal.
Algunes actrius utilitzen pasties mentre filmaven una escena aparentment en topless o nu, que no queda captat per l'angle de la càmera.

### Actuacions i festivals musicals
La primera actuació en topless per a TVE la va protagonitzar l'actriu i cantant italiana Pamela Prati al programa Superstar, presentat per Iva Zanicchi, el 31 d'agost del 1984.

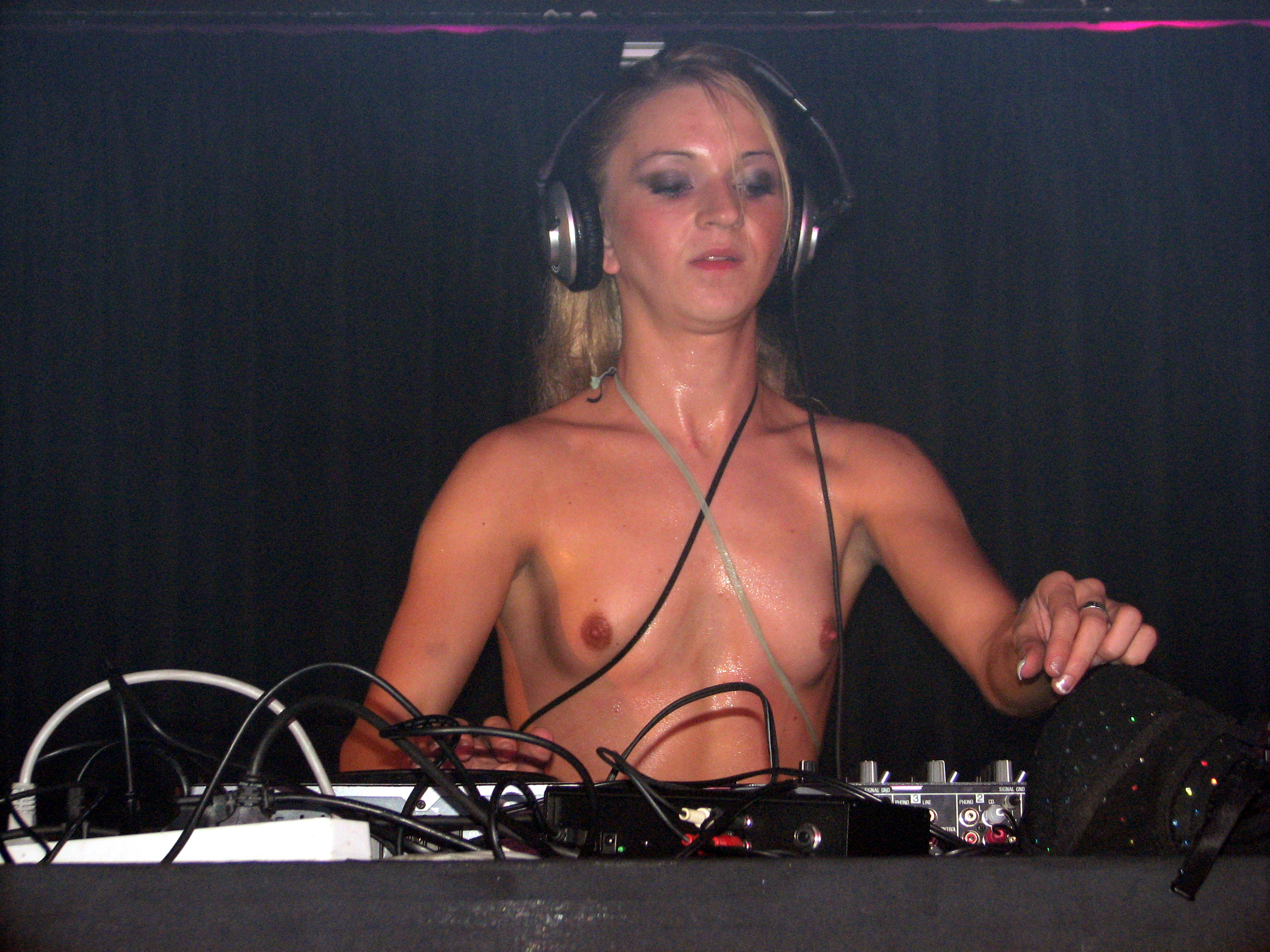
DJ en topless. Fotografia presa a Hèlsinki, juny de 2008
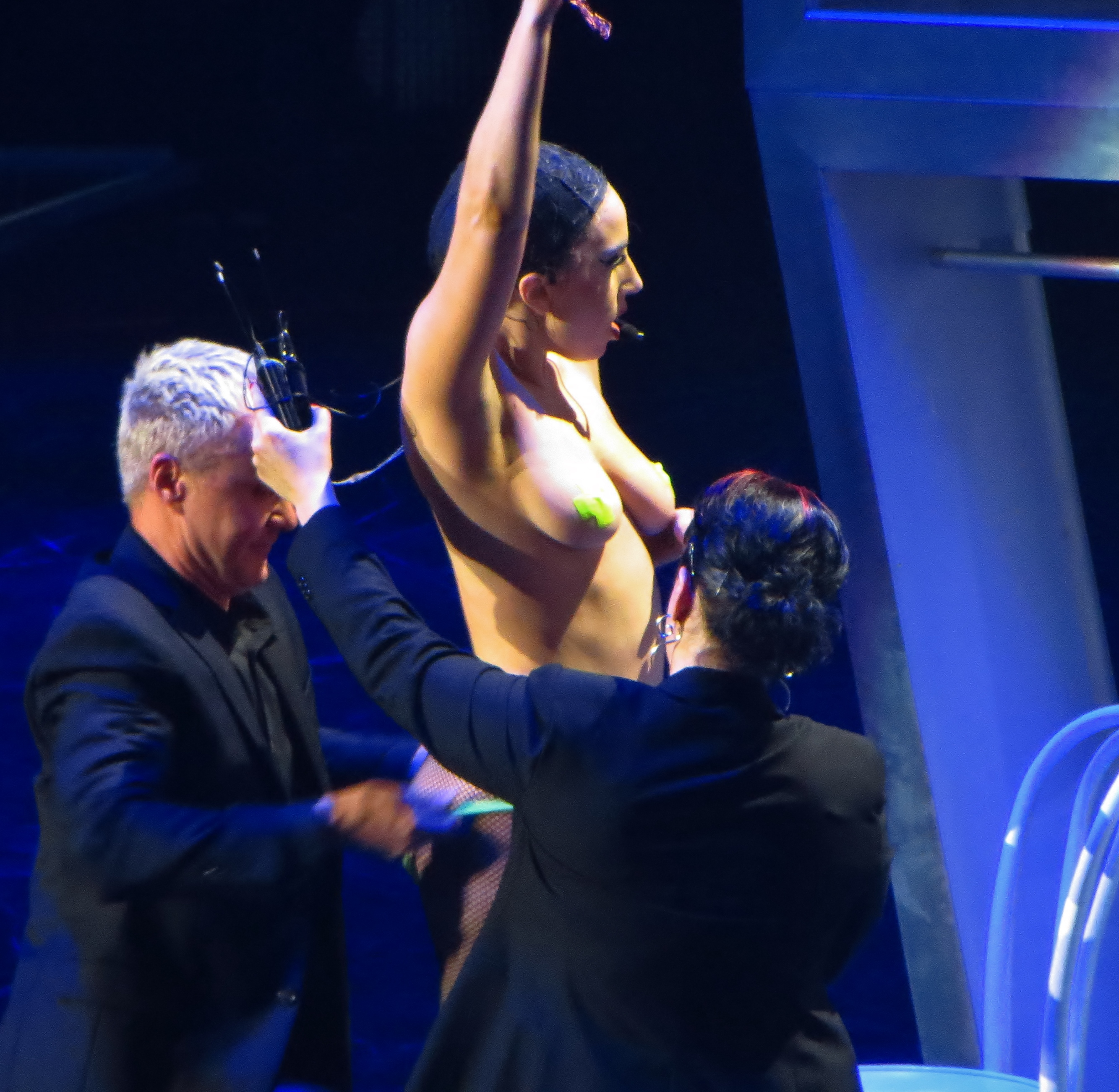
Conciert de Lady Gaga en el Centre Bell de Montreal, 2 de juliol de 2014
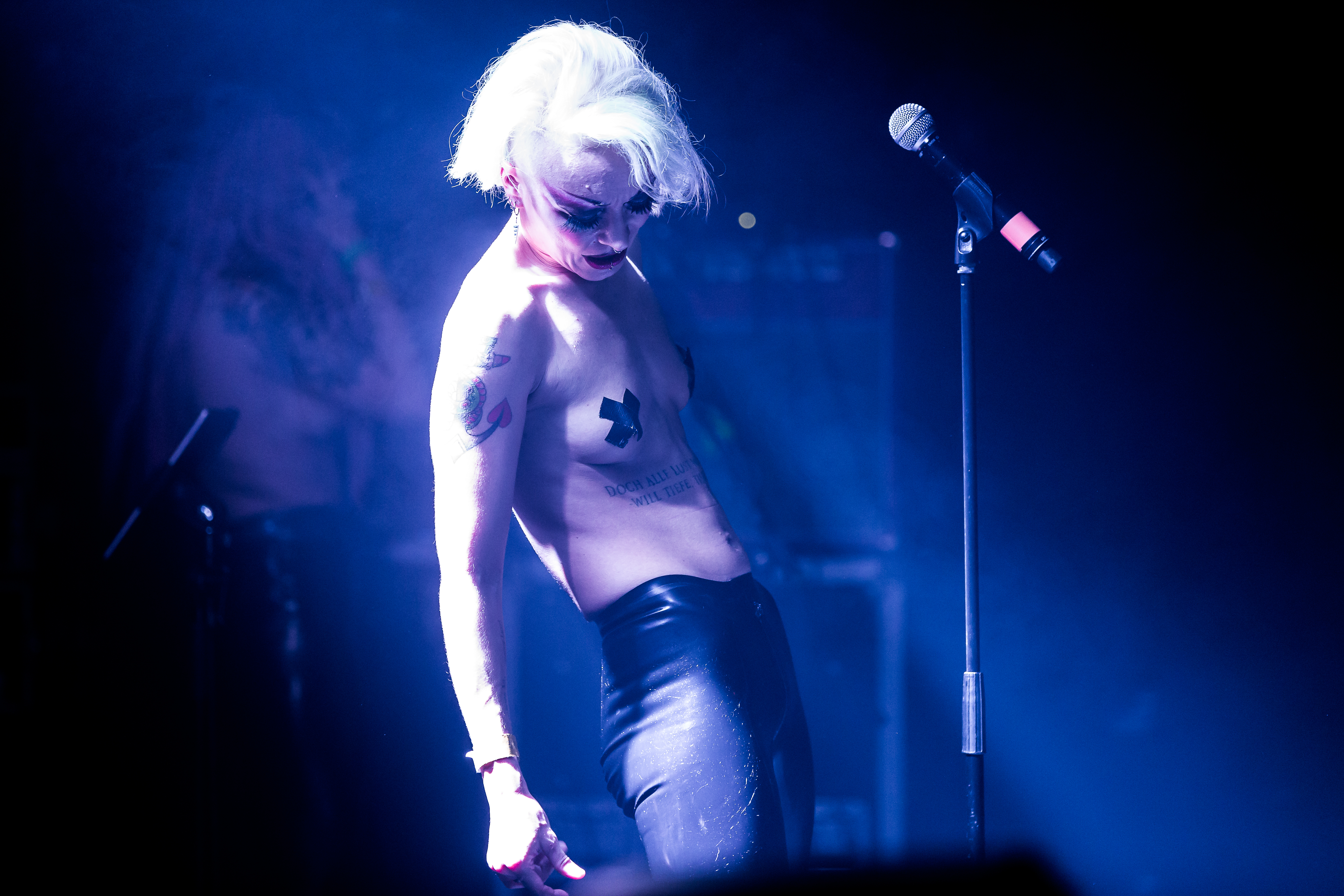
Aranea Peel, de la banda de música electrònica alemanya Grausame Töchter al Wave-Gotik-Treffen a Leipzig, 2019

Han actuat també nues de cintura cap amunt o mostrant els seus pits durant alguna de les seves actuacions Lady Gaga, Wendy O. Williams (cantant del grup de punk rock Plasmatics), la sueca Tove Lo o les components de les bandes The Ladybirds, Rockbitch, Grausame Töchter (especialment la seva líder, la polèmica solista Aranea Peel), les germanes Mille i Mie Debray (The Soap Girls) o Butcher Babies (Carla Harvey i Heidi Shepherd), si bé aquestes últimes solien amagar els mugrons amb trossos de cinta adhesiva negra, que van deixar de fer servir el 2015.

### Dansa entopless

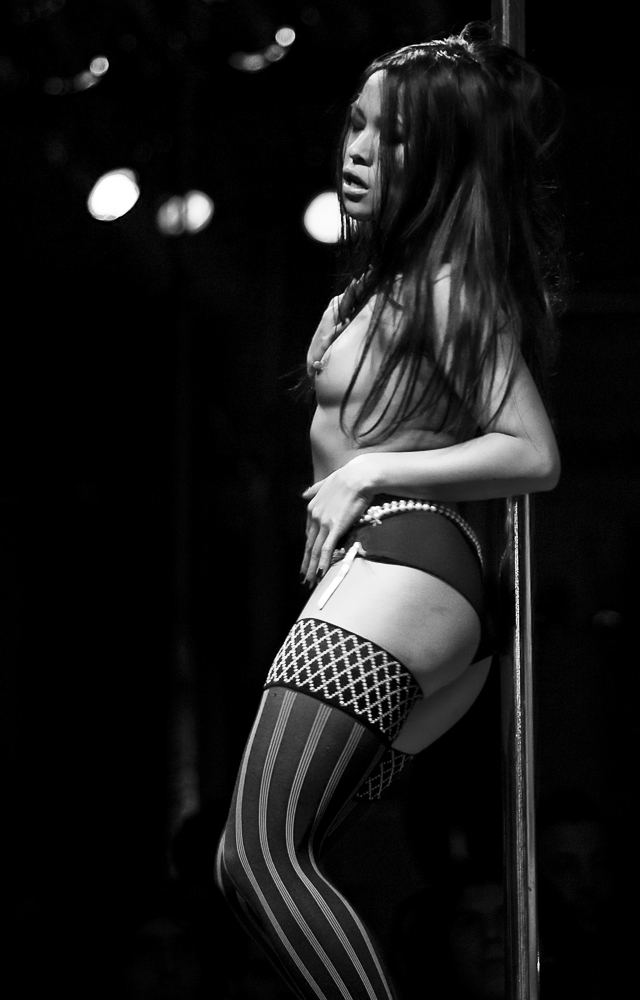
Una ballarina de pole dance en topless en un strip club

El 12 de juny de 1964, el San Francisco Chronicle mostrava a la seva primera pàgina una dona que portava un monokini amb els pits al descobert.
Dues setmanes més tard, el 22 de juny de 1964, Carol Doda va començar a ballar en topless amb un monokini (dissenyat per Rudi Gernreich) al Condor Club al districte de North Beach de San Francisco. El seu debut com a ballarina en topless va aparèixer a la revista Playboy l'abril de 1965. Doda va ser la primera ballarina moderna en topless als Estats Units,renovant l'era burlesca de principis del segle xx als Estats Units. L'alcalde de San Francisco, John Shelley, va dir: «El topless està al fons del porno». Al cap de pocs dies, les dones van mostrar els seus pits a molts dels clubs de Broadway St. de San Francisco, inaugurant l'era del Club de striptease.
Els funcionaris públics de San Francisco van tolerar els clubs de striptease fins al 22 d'abril de 1965, quan el Departament de Policia de San Francisco va arrestar Doda acusant-la d'indecència. Centenars de manifestants es van concentrar davant del departament de policia, demanant l'alliberament tant de Doda com de l'activista per la llibertat d'expressió Mario Savio, detinguts a la mateixa estació de policia. Doda es va convertir ràpidament en un símbol de la llibertat sexual, mentre que els restaurants en topless, els llocs de gelats i les bandes de noies van proliferar a San Francisco i altres llocs. El periodista Earl Wilson va escriure a la seva columna sindicada: «Estem preparats per a les noies amb vestits en topless? Caram, potser ni tan sols ens n'adonem». Els dissenyadors anglesos van crear vestits de nit en topless inspirats en la idea. El San Francisco Examiner va publicar un anunci immobiliari que prometia «aquí són possibles els vestits de bany sense la part superior».

### Toplessen les arts
Els artefactes del museu a l'aire lliure Antiga Siam a prop de Bangkok representen dones tailandeses en topless. El mural de Ramakien que representa les vides èpiques del poble tailandès que es troba al temple Wat Phra Kaew representa dones que només porten una faldilla en públic.

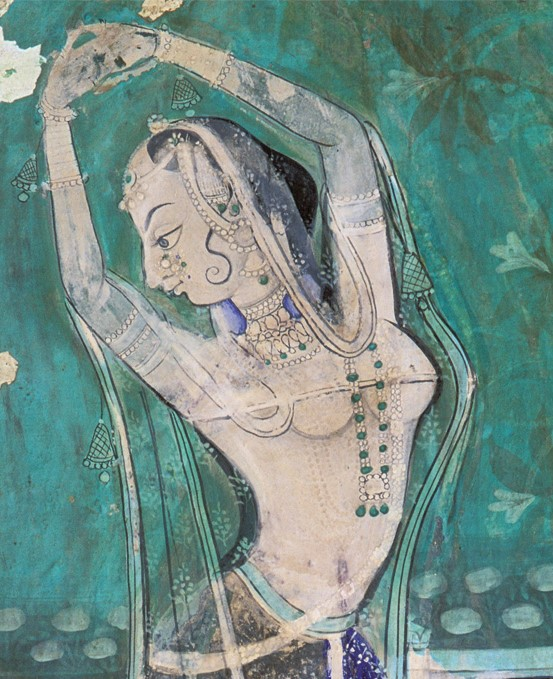
Pintura de Rajput d'una ballarina de Chitrashala de Bundi (c. 1640) mostrant els pits, que va romandre prohibida per lleis i polítiques fins al 2020 en molts llocs des dels Estats Units d'Amèrica fins a Tailàndia.
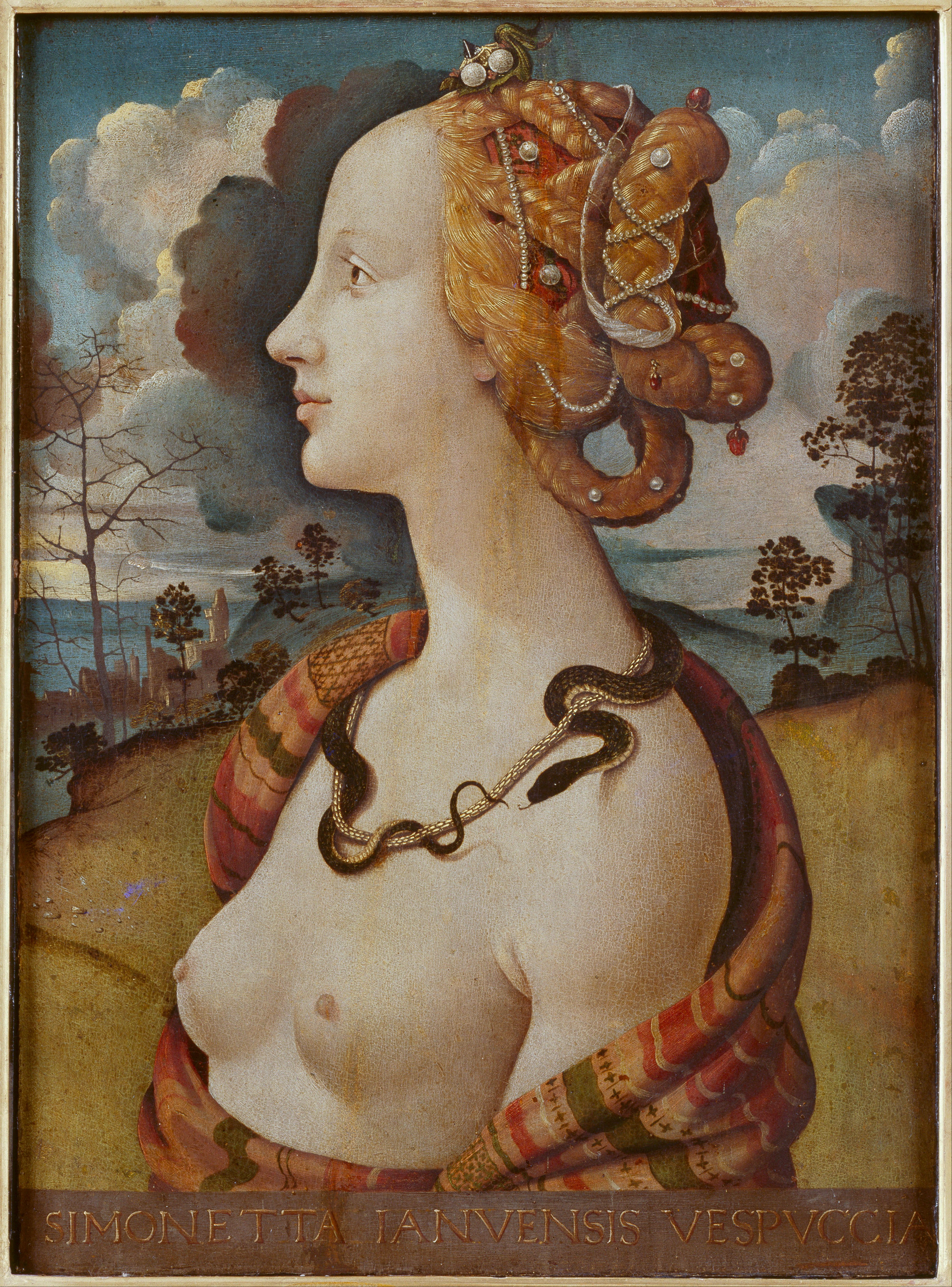
Retrat de Simonetta Vespucci (c. 1480), de Piero di Cosimo. En els cercles aristocràtics i de classe alta, l'exhibició dels pits es considerava de vegades com un símbol d'estatus; un signe de bellesa, riquesa i posició social.
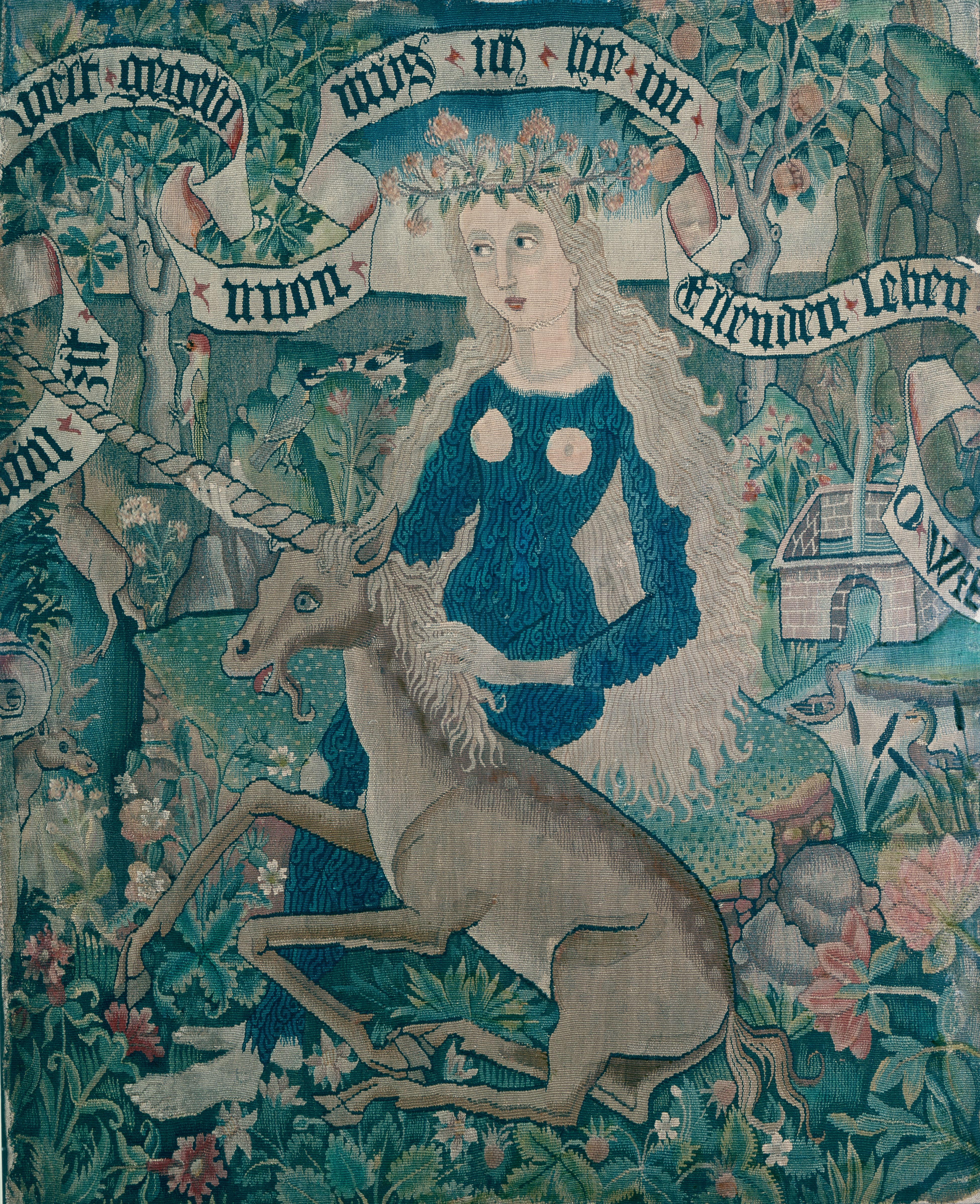
Dona salvatge amb unicorn, c. 1500-1510

Com a conseqüència del Renaixement, en moltes societats europees els artistes van estar molt influenciats pels estils i la cultura de la Grècia clàssica. Com a resultat, les imatges de subjectes nus i mig nus en moltes formes van proliferar en l'art i l'escultura.

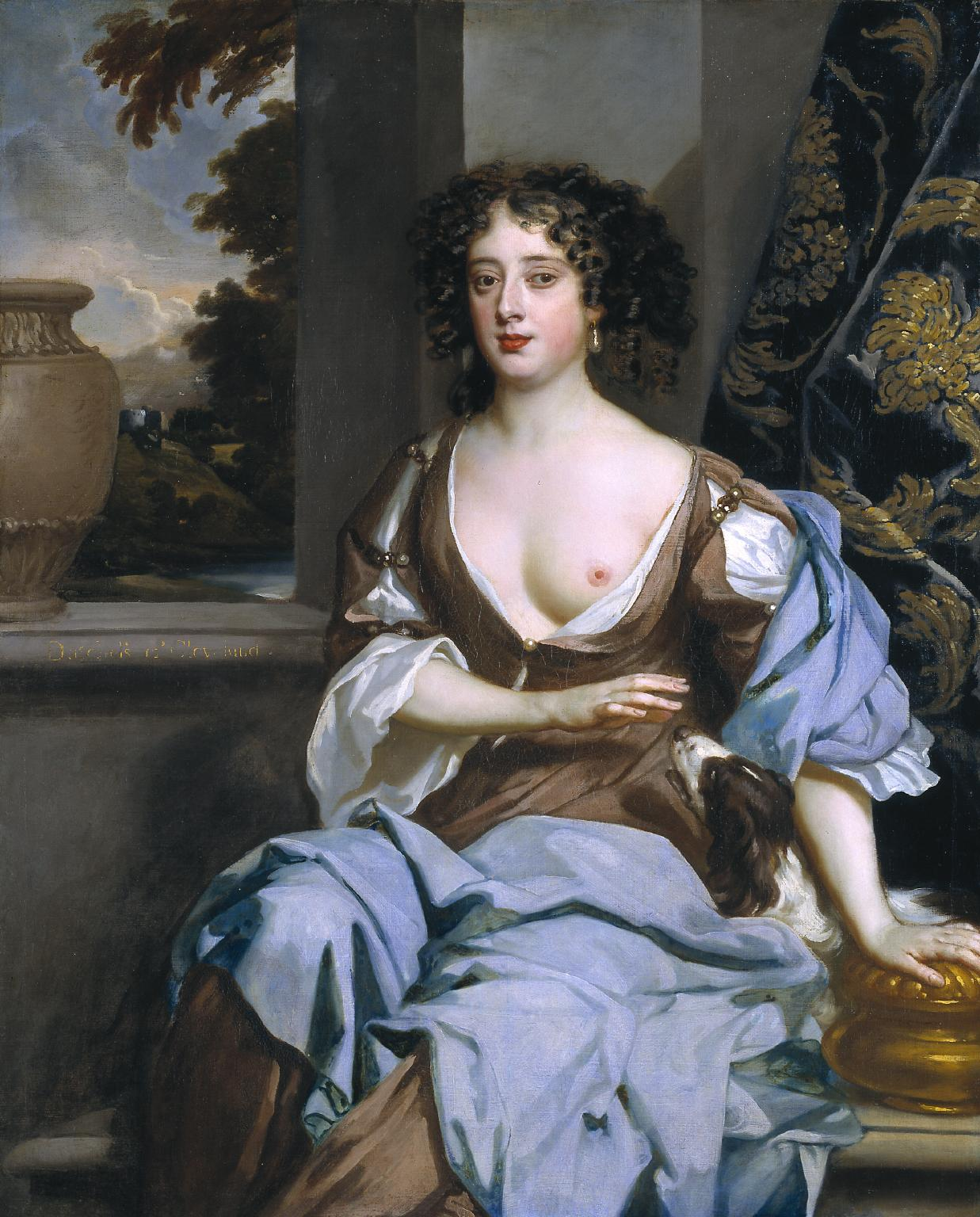
Retrat d'Hughes mostrant un pit, de Peter Lely, c. 1670
La llibertat guiant el poble, d'Eugène Delacroix, 1830
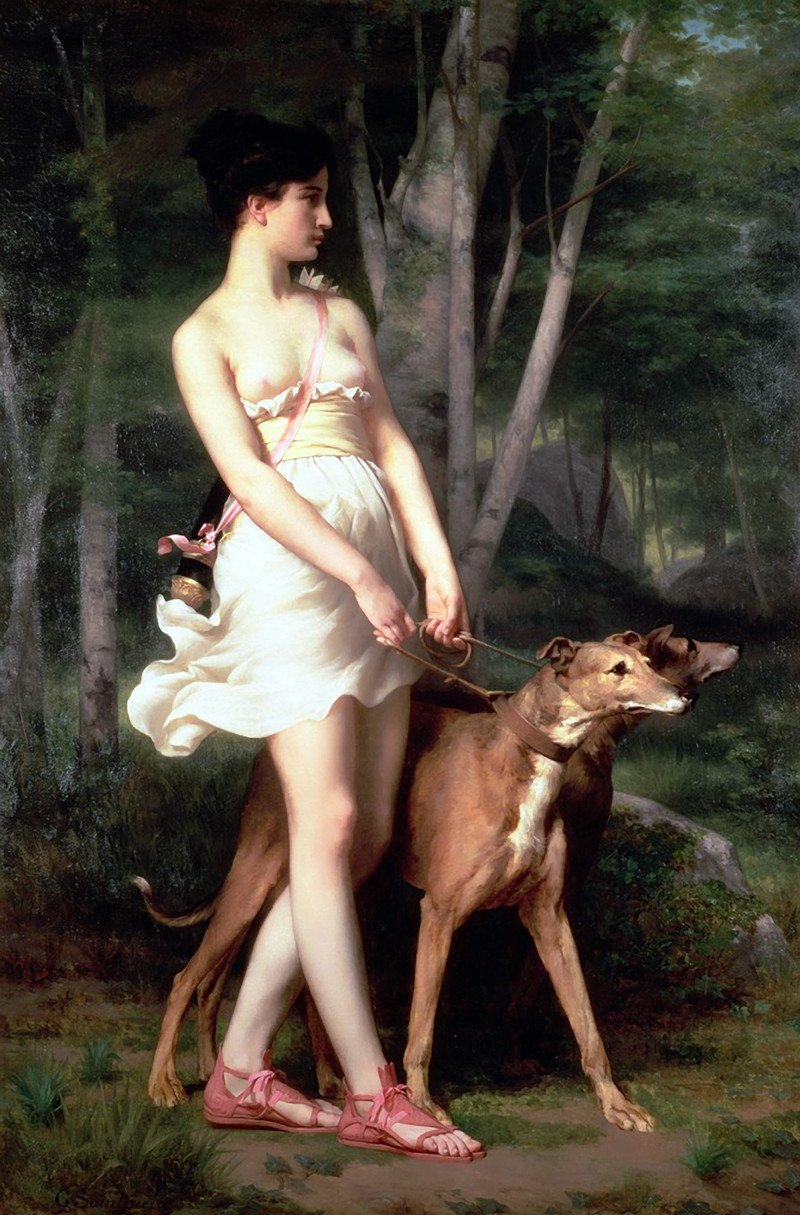
Diana caçadora, de Gaston Casimir Saint-Pierre, 1850

Durant l'època victoriana, pintors orientalistes francesos com Jean-Léon Gérôme van presentar una representació idealitzada del topless femení als banys d'harems musulmans, mentre que Eugène Delacroix, un artista romàntic francès, invocava imatges de llibertat com una dona en topless.

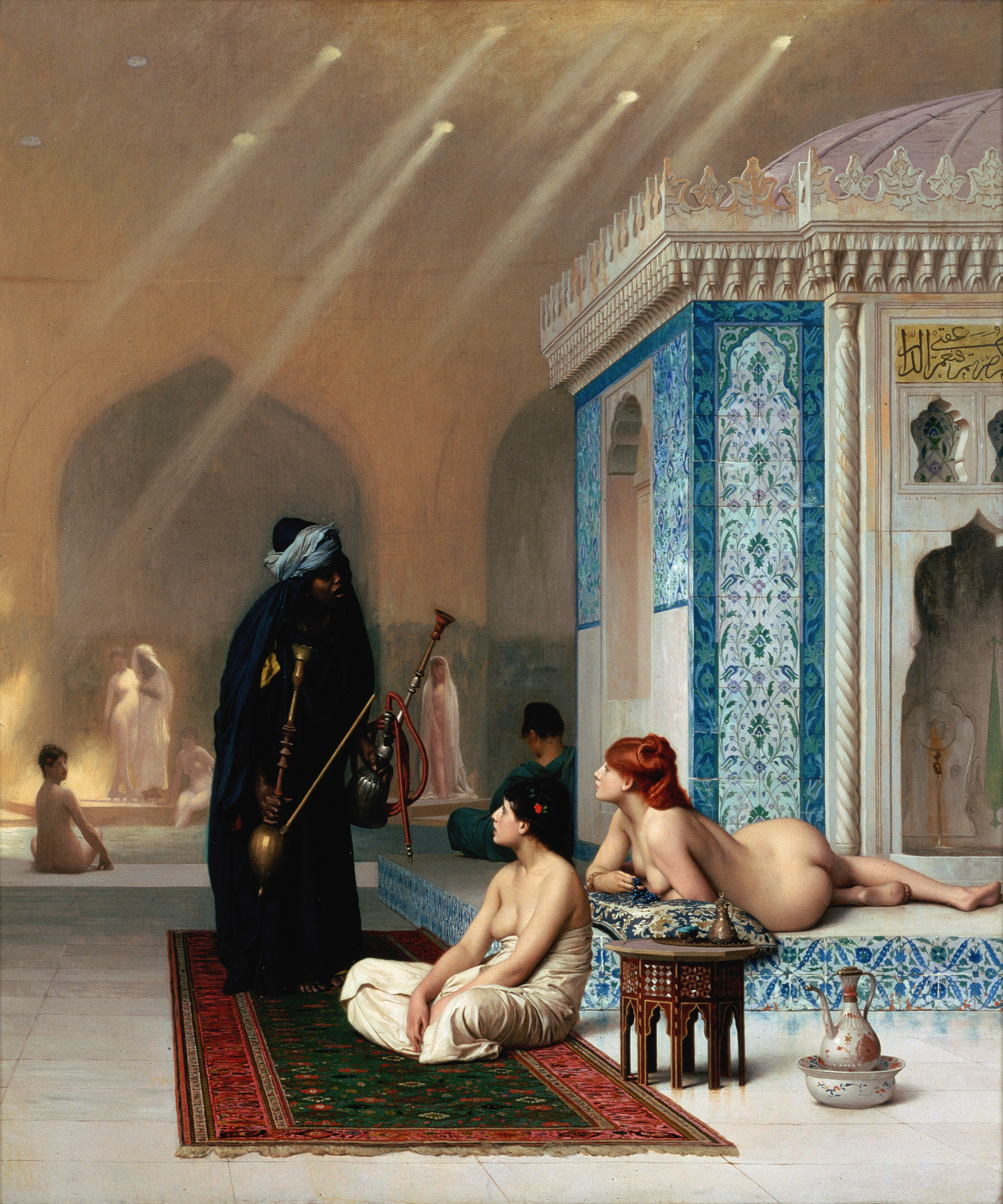
Bany de l'harem, de Jean-Léon Gérôme, 1876
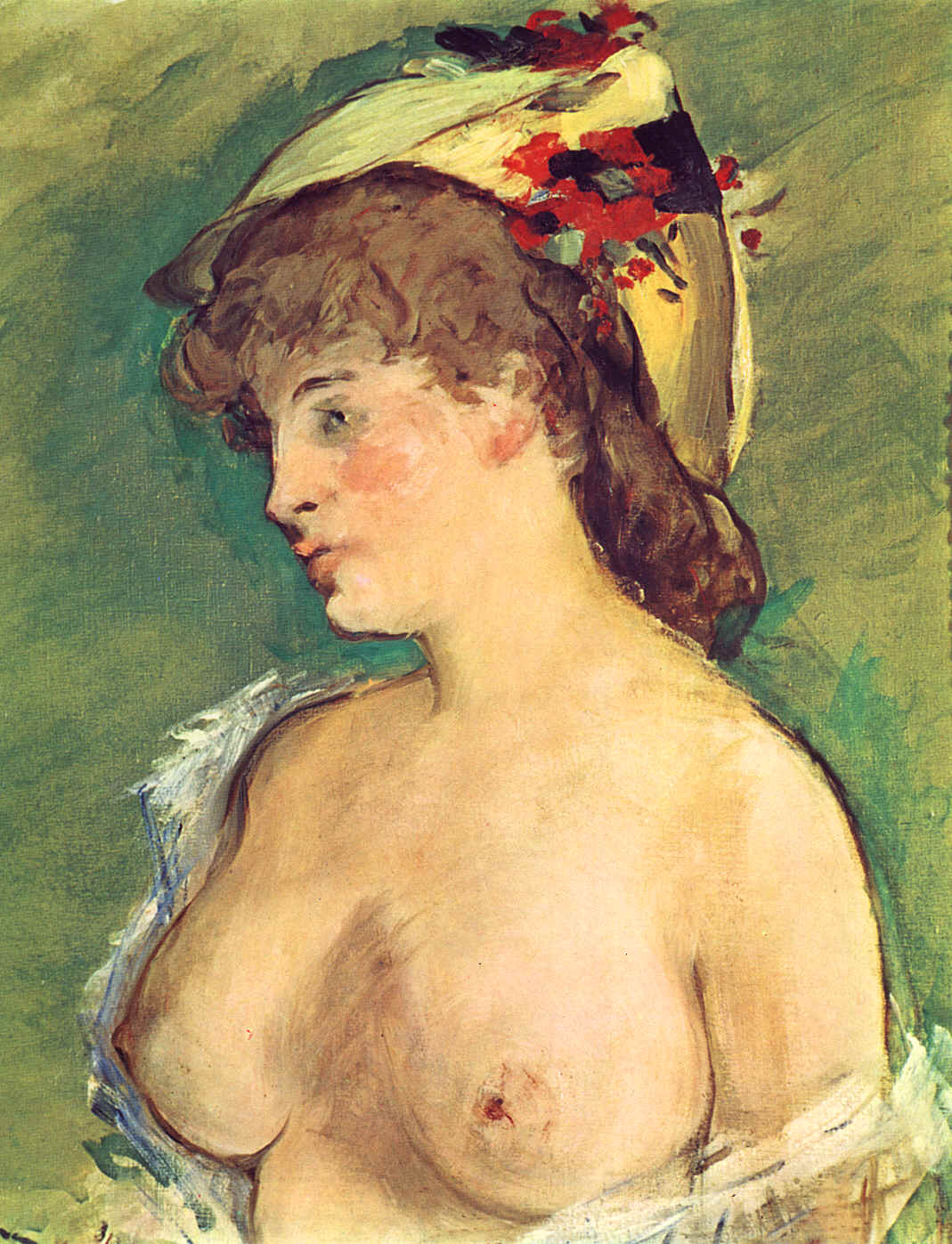
La rossa amb els pits nus, d'Édouard Manet, 1878
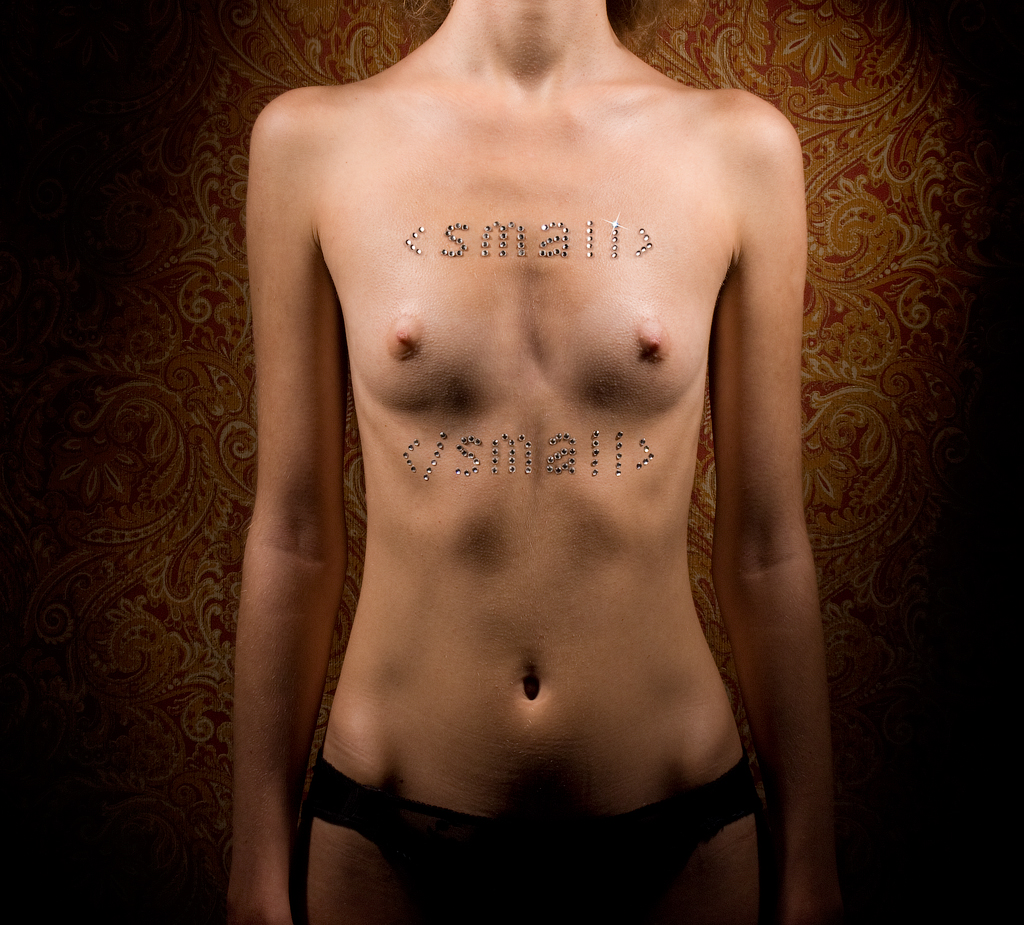
No hi ha dret a assignar una mida a una etiqueta, però..., d'Exey Panteleev (<small> és una etiqueta HTML que defineix text petit)

## En la religió

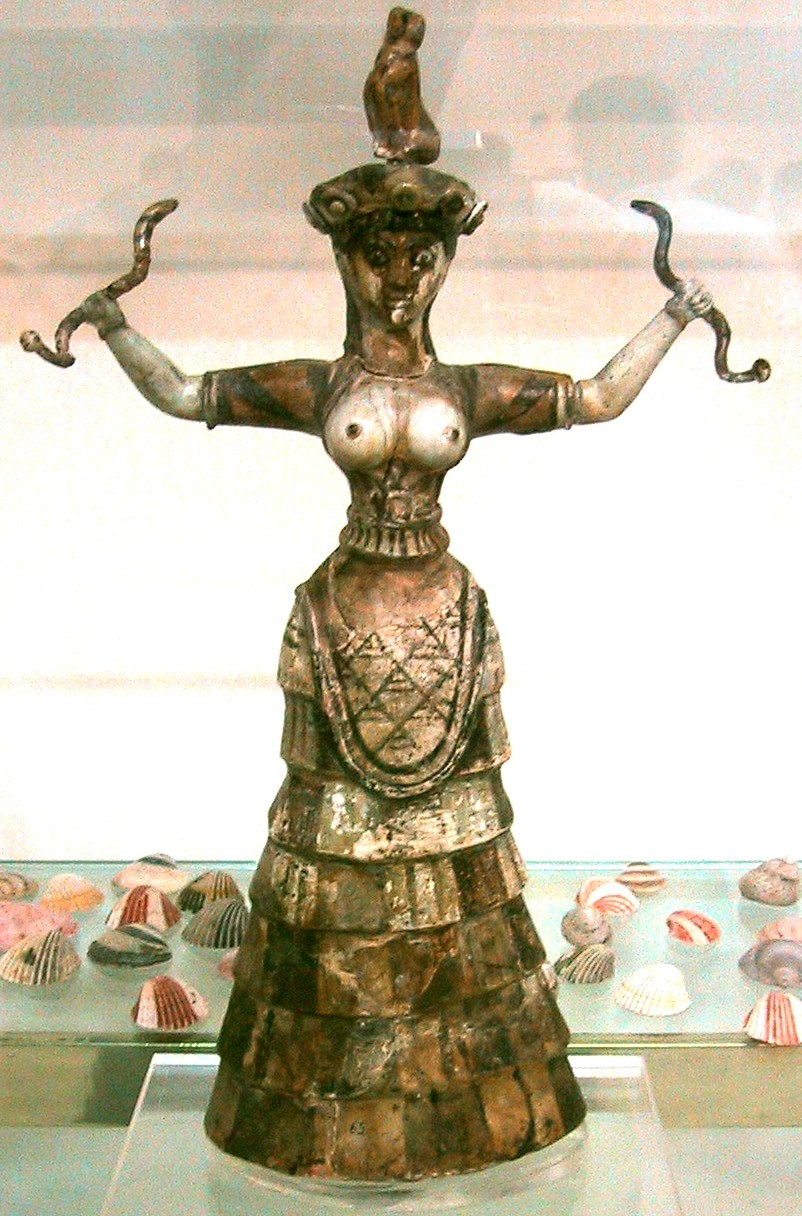
Una estatueta de la Deessa serp de l'antiga civilització minoica, c. 1600 aC

A les societats prehistòriques europees eren habituals les escultures de figures femenines amb pits pronunciats o molt exagerats. Un exemple típic és l'anomenada Venus de Willendorf, una de les moltes figuretes de Venus de l'època paleolítica amb malucs i pit amplis. S'han registrat artefactes com bols, talles rupestres i estàtues sagrades amb pits des del 15.000 aC fins a l'antiguitat tardana a tot Europa, el nord d'Àfrica i l'Orient Mitjà. Moltes deïtats femenines que representaven l'amor i la fertilitat estaven associades amb els pits i la llet materna.
Les figures de la deessa fenícia Astarte estaven representades amb els pits descoberts com a pilars. Isis, una deessa egípcia que representava, entre moltes altres coses, la maternitat ideal, sovint era retratada com a dida de faraons, confirmant així el seu estatus diví com a governants. Fins i tot certes deïtats masculines que representaven la regeneració i la fertilitat es van representar ocasionalment amb apèndixs semblants a pits, com el déu del riu Hapy, que es considerava responsable del desbordament anual del Nil. Els pits femenins també van ser destacats a la civilització minoica en forma de les famoses estatuetes de la Deessa serp.
A l'antiga Grècia hi havia diversos cultes que adoraven la Kourotrophos, la mare alletant, representada per deesses com Gea, Hera i Àrtemis. El culte a les divinitats simbolitzades pel pit femení a Grècia es va fer menys freqüent durant el primer mil·lenni. L'adoració popular de les deesses femenines va disminuir significativament durant l'ascens de les ciutats-estat gregues, un llegat que es va transmetre al posterior Imperi Romà.
A mitjans del primer mil·lenni aC, la cultura grega va experimentar un canvi gradual en la percepció dels pits femenins. Les dones de l'art estaven cobertes de roba des del coll cap avall, incloses deesses femenines com Atenea, la patrona d'Atenes que representava l'esforç heroic. Hi havia excepcions: Afrodita, la deessa de l'amor, era més freqüentment retratada completament nua, encara que en postures que pretenien retratar la timidesa o la modèstia, un retrat que l'historiadora Marilyn Yalom ha comparat amb les noies de calendari moderns. Tot i que els homes nus es representaven drets, la majoria de representacions de la nuesa femenina en l'art grec es van produir «normalment amb cortines a la mà i amb una postura d'autoprotecció i inclinada cap endavant». Una llegenda popular de l'època era la de les amazones, una tribu de guerreres ferotges que socialitzaven amb homes només per a la procreació i fins i tot s'extirpaven un pit per convertir-se en millors guerreres. La llegenda va ser un motiu popular en l'art durant l'antiguitat grega i romana i va servir com a conte d'advertència antitètic.